# Allemagne aux Jeux olympiques d'été de 2020
L'Allemagne participe aux Jeux olympiques de 2020 à Tokyo au Japon. Il s'agit de sa 17e participation à des Jeux d'été, la 8e consécutive depuis la réunification du pays en 1990.

## Médaillés
| Sport              | Discipline                     | Athlète(s)                                                 | Performance                       | Date       |
| ------------------ | ------------------------------ | ---------------------------------------------------------- | --------------------------------- | ---------- |
| Athlétisme         | Saut en longueur féminin       | Malaika Mihambo                                            | 7,00 m                            | 3 août     |
| Canoë-kayak        | K1 femmes                      | Ricarda Funk                                               | 105 s 50                          | 27 juillet |
| Canoë-kayak        | K4 500 mètres hommes           | Max Lemke Tom Liebscher Ronald Rauhe Max Rendschmidt       | 1 min 22 s 219                    | 7 août     |
| Cyclisme sur piste | Poursuite par équipes féminine | Franziska Brauße Lisa Brennauer Lisa Klein Mieke Kröger    | 4 min 4 s 242 (RM)                | 3 août     |
| Équitation         | Dressage par équipes           | Dorothee Schneider Isabell Werth Jessica von Bredow-Werndl | 8 178,0 pts                       | 27 juillet |
| Équitation         | Dressage individuel            | Jessica von Bredow-Werndl sur TSF Dalera                   | 91,732 pts                        | 27 juillet |
| Équitation         | Concours complet individuel    | Julia Krajewski sur Amande de B'Neville                    | 26,00 pts                         | 2 août     |
| Lutte              | Libre femmes 76 kg             | Aline Rotter-Focken                                        | Adeline Gray Victoire 7-3         | 2 août     |
| Natation           | 10 km en eau libre masculin    | Florian Wellbrock                                          | 1 h 48 min 33 s 70                | 5 août     |
| Tennis             | Simple messieurs               | Alexander Zverev                                           | Karen Khachanov Victoire 6-3, 6-1 | 1er août   |

| Sport                  | Discipline                           | Athlète(s) | Performance                 | Date       |
| ---------------------- | ------------------------------------ | --- | --------------------------- | ---------- |
| Athlétisme             | Lancer du disque féminin             | Kristin Pudenz | 66,86 m                     | 2 août     |
| Athlétisme             | 50 km marche                         | Jonathan Hilbert | 3 h 50 min 44 s             | 6 août     |
| Aviron                 | Deux de couple poids légers masculin | Jonathan Rommelmann Jason Osborne | 6 min 7 s 29                | 29 juillet |
| Aviron                 | Huit masculin                        | Laurits Follert Malte Jakschik Torben Johannesen Hannes Ocik Olaf Roggensack Martin Sauer Richard Schmidt Jakob Schneider Johannes Weißenfeld | 5 min 25 s 60               | 30 juillet |
| Canoë-kayak            | K2 1 000 m hommes                    | Max Hoff Jacob Schopf | 3 min 15 s 584              | 5 août     |
| Cyclisme sur piste     | Vitesse par équipes féminine         | Lea-Sophie Friedrich Emma Hinze | Chine Défaite 31 s 980      | 2 août     |
| Équitation             | Dressage individuel                  | Isabell Werth sur Bella Rose 2 | 89,657 pts                  | 27 juillet |
| Gymnastique artistique | Barres parallèles                    | Lukas Dauser | 15,700 pts                  | 3 août     |
| Judo                   | Moins de 90 kg hommes                | Eduard Trippel | Lasha Bekauri Défaite 00-01 | 28 juillet |
| Tennis de table        | Par équipes hommes                   | Timo Boll Patrick Franziska Dimitrij Ovtcharov                                                                                                | Chine Défaite 0-3           | 6 août     |
| Voile                  | 49er FX femmes                       | Susann Beucke Tina Lutz | 83 pts                      | 3 août     |

| Sport           | Discipline                          | Athlète(s) | Performance                        | Date       |
| --------------- | ----------------------------------- | --- | ---------------------------------- | ---------- |
| Canoë-kayak     | C1 hommes (slalom)                  | Sideris Tasiadis | 103 s 70                           | 26 juillet |
| Canoë-kayak     | C1 femmes (slalom)                  | Andrea Herzog | 111 s 13                           | 29 juillet |
| Canoë-kayak     | K1 hommes                           | Hannes Aigner | 97 s 11                            | 30 juillet |
| Canoë-kayak     | C2 1000 mètres hommes               | Sebastian Brendel Tim Hecker | 3 min 25 s 615                     | 3 août     |
| Judo            | Moins de 78 kg femmes               | Anna-Maria Wagner | Kaliema Antomarchi Victoire 01-00  | 29 juillet |
| Judo            | Par équipes                         | Sebastian Seidl Igor Wandtke Dominic Ressel Eduard Trippel Karl-Richard Frey Johannes Frey Theresa Stoll Martyna Trajdos Giovanna Scoccimarro Anna-Maria Wagner Jasmin Grabowski | Pays-Bas Victoire 4-2              | 31 juillet |
| Lutte           | Gréco-romaine 67 kg                 | Frank Stäbler | Ramaz Zoidze Victoire 5-4          | 4 août     |
| Lutte           | Gréco-romaine 87 kg                 | Denis Kudla | Mohamed Metwally Victoire 8-1 (VT) | 4 août     |
| Natation        | 1 500 m nage libre féminin          | Sarah Köhler | 15 min 42 s 91 (NR)                | 27 juillet |
| Natation        | 1 500 m nage libre masculin         | Florian Wellbrock | 14 min 40 s 91                     | 1er août   |
| Tennis de table | Simple messieurs de tennis de table | Dimitrij Ovtcharov | Lin Yun-ju Victoire 4-3            | 30 juillet |
| Plongeon        | Tremplin à 3 m synchronisé féminin  | Lena Hentschel Tina Punzel | 284,97 pts                         | 25 juillet |
| Plongeon        | Tremplin à 3 m synchronisé masculin | Patrick Hausding Lars Rüdiger | 404,73 pts                         | 28 juillet |
| Tir à l'arc     | Tir à l'arc par équipes féminin     | Michelle Kroppen Charline Schwarz Lisa Unruh | Biélorussie Victoire 5-1           | 25 juillet |
| Voile           | 49er hommes                         | Erik Heil Thomas Plössel | 70 pts                             | 3 août     |
| Voile           | Nacra 17 mixte                      | Paul Kohlhoff Alica Stuhlemmer | 63 pts                             | 3 août     |

| Sport                  |    |    |    | Total |
| ---------------------- | -- | -- | -- | ----- |
| Sport                  |    |    |    | Total |
| Équitation             | 3  | 1  | 0  | 4     |
| Canoë-kayak            | 2  | 2  | 4  | 7     |
| Athlétisme             | 1  | 2  | 0  | 3     |
| Cyclisme sur piste     | 1  | 1  | 0  | 2     |
| Lutte                  | 1  | 0  | 2  | 3     |
| Natation               | 1  | 0  | 2  | 3     |
| Tennis                 | 1  | 0  | 0  | 1     |
| Aviron                 | 0  | 2  | 0  | 2     |
| Judo                   | 0  | 1  | 2  | 3     |
| Voile                  | 0  | 1  | 2  | 3     |
| Tennis de table        | 0  | 1  | 1  | 2     |
| Gymnastique artistique | 0  | 1  | 0  | 1     |
| Plongeon               | 0  | 0  | 2  | 2     |
| Tir à l'arc            | 0  | 0  | 1  | 1     |
| Total                  | 10 | 11 | 16 | 37    |

| Jour       |    |    |    | Total |
| ---------- | -- | -- | -- | ----- |
| 25 juillet | 0  | 0  | 2  | 2     |
| 26 juillet | 0  | 0  | 1  | 1     |
| 27 juillet | 2  | 0  | 0  | 2     |
| 28 juillet | 1  | 2  | 2  | 5     |
| 29 juillet | 0  | 1  | 2  | 3     |
| 30 juillet | 0  | 1  | 2  | 3     |
| 31 juillet | 0  | 0  | 1  | 1     |
| 1er août   | 1  | 0  | 1  | 2     |
| 2 août     | 2  | 2  | 0  | 4     |
| 3 août     | 2  | 2  | 3  | 7     |
| 4 août     | 0  | 0  | 2  | 2     |
| 5 août     | 1  | 1  | 0  | 2     |
| 6 août     | 0  | 2  | 0  | 2     |
| 7 août     | 1  | 0  | 0  | 1     |
| Total      | 10 | 11 | 16 | 37    |

| Sexe   |    |    |    | Total |
| ------ | -- | -- | -- | ----- |
| Femmes | 7  | 4  | 5  | 16    |
| Hommes | 3  | 7  | 9  | 19    |
| Mixte  | 0  | 0  | 2  | 2     |
| Total  | 10 | 11 | 16 | 37    |

## Athlètes engagés
| Sport              | Hommes | Femmes | Total |
| ------------------ | ------ | ------ | ----- |
| Athlétisme         | 43     | 47     | 90    |
| Aviron             | 20     | 7      | 27    |
| Badminton          | 3      | 2      | 5     |
| Basket-ball        | 12     | 0      | 12    |
| Beach-volley       | 2      | 4      | 6     |
| Boxe               | 2      | 1      | 3     |
| Canoë-kayak        | 11     | 10     | 21    |
| Cyclisme           | 14     | 14     | 28    |
| Équitation         | 6      | 6      | 12    |
| Escalade           | 2      | 0      | 2     |
| Escrime            | 8      | 1      | 9     |
| Football           | 19     | 0      | 19    |
| Golf               | 2      | 2      | 4     |
| Gymnastique        | 4      | 4      | 8     |
| Haltérophilie      | 2      | 2      | 4     |
| Handball           | 15     | 0      | 15    |
| Hockey sur gazon   | 19     | 19     | 38    |
| Judo               | 7      | 6      | 13    |
| Karaté             | 3      | 1      | 4     |
| Lutte              | 5      | 2      | 7     |
| Natation           | 18     | 13     | 31    |
| Pentathlon moderne | 2      | 2      | 4     |
| Plongeon           | 5      | 4      | 9     |
| Skateboard         | 1      | 1      | 2     |
| Surf               | 1      | 0      | 1     |
| Taekwondo          | 1      | 0      | 1     |
| Tennis             | 6      | 3      | 9     |
| Tennis de table    | 4      | 4      | 8     |
| Tir                | 3      | 5      | 8     |
| Tir à l'arc        | 1      | 3      | 4     |
| Triathlon          | 2      | 2      | 4     |
| Voile              | 4      | 6      | 10    |
| Total              | 254    | 171    | 425   |

## Résultats

### Athlétisme
| Athlète                                                                                 | Épreuve                   | 1er tour         | 1er tour    | Demi-finale   | Demi-finale | Finale          | Finale                             |
| Athlète                                                                                 | Épreuve                   | Temps            | Rang        | Temps         | Rang        | Temps           | Rang                               |
| --------------------------------------------------------------------------------------- | ------------------------- | ---------------- | ----------- | ------------- | ----------- | --------------- | ---------------------------------- |
| Steven Müller                                                                           | 200 m masculin            | 21 s 8           | 40e         | Éliminé       | Éliminé     | Éliminé         | Éliminé                            |
| Marvin Schlegel                                                                         | 400 m masculin            | 46 s 39          | 35e         | Éliminé       | Éliminé     | Éliminé         | Éliminé                            |
| Amos Bartelsmeyer                                                                       | 1 500 m masculin          | 3 min 38 s 36    | 22e         | Éliminé       | Éliminé     | Éliminé         | Éliminé                            |
| Robert Farken                                                                           | 1 500 m masculin          | 3 min 36 s 61    | 12e         | 3 min 35 s 21 | 18e         | Éliminé         | Éliminé                            |
| Mohamed Mohumed                                                                         | 5 000 m masculin          | 13 min 50 s 46   | 31e         | Non disputé   | Non disputé | Éliminé         | Éliminé                            |
| Gregor Traber                                                                           | 110 m haies               | 13 s 65          | 30e         | Éliminé       | Éliminé     | Éliminé         | Éliminé                            |
| Joshua Abuaku                                                                           | 400 m haies masculin      | 49 s 50          | 20e         | 49 s 93       | 23e         | Éliminé         | Éliminé                            |
| Luke Campbell                                                                           | 400 m haies masculin      | 49 s 19          | 15e         | 48 s 62       | 11e         | Éliminé         | Éliminé                            |
| Constantin Preis                                                                        | 400 m haies masculin      | 49 s 73          | 25e         | 49 s 10       | 17e         | Éliminé         | Éliminé                            |
| Karl Bebendorf                                                                          | 3 000 m steeple masculin  | 8 min 33 s 27    | 33e         | Non disputé   | Non disputé | Éliminé         | Éliminé                            |
| Amanal Petros                                                                           | Marathon masculin         | Non disputé      | Non disputé | Non disputé   | Non disputé | 2 h 16 min 33 s | 30e                                |
| Hendrik Pfeiffer                                                                        | Marathon masculin         | Non disputé      | Non disputé | Non disputé   | Non disputé | 2 h 20 min 43 s | 50e                                |
| Richard Ringer                                                                          | Marathon masculin         | Non disputé      | Non disputé | Non disputé   | Non disputé | 2 h 16 min 8 s  | 26e                                |
| Nils Brembach                                                                           | 20 km marche masculin     | Non disputé      | Non disputé | Non disputé   | Non disputé | 1 h 26 min 45 s | 28e                                |
| Leo Köpp                                                                                | 20 km marche masculin     | Non disputé      | Non disputé | Non disputé   | Non disputé | 1 h 24 min 46 s | 22e                                |
| Christopher Linke                                                                       | 20 km marche masculin     | Non disputé      | Non disputé | Non disputé   | Non disputé | 1 h 21 min 50 s | 5e                                 |
| Carl Dohmann                                                                            | 50 km marche              | Non disputé      | Non disputé | Non disputé   | Non disputé | 4 h 7 min 18 s  | 33e                                |
| Jonathan Hilbert                                                                        | 50 km marche              | Non disputé      | Non disputé | Non disputé   | Non disputé | 3 h 50 min 44 s | Médaille d'argent, Jeux olympiques |
| Nathaniel Seiler                                                                        | 50 km marche              | Non disputé      | Non disputé | Non disputé   | Non disputé | 4 h 15 min 37 s | 42e                                |
| Deniz Almas Lucas Ansah-Peprah Joshua Hartmann Julian Reus                              | Relais 4 × 100 m masculin | 38 s 6           | 5e          | Non disputé   | Non disputé | 38 s 12         | 6e                                 |
| Jean Paul Bredau Luke Campbell Manuel Sanders Marvin Schlegel                           | Relais 4 × 400 m masculin | 3 min 3 s 62     | 15e         | Non disputé   | Non disputé | Éliminés        | Éliminés                           |
| Alexandra Burghardt                                                                     | 100 m féminin             | 11 s 8           | 13e         | 11 s 7        | 11e         | Éliminée        | Éliminée                           |
| Lisa Mayer                                                                              | 100 m féminin             | Forfait          | Forfait     | Forfait       | Forfait     | Forfait         | Forfait                            |
| Tatjana Pinto                                                                           | 100 m féminin             | 11 s 16          | 18e         | 11 s 35       | 22e         | Éliminée        | Éliminée                           |
| Lisa-Marie Kwayie                                                                       | 200 m féminin             | 23 s 14          | 21e         | 23 s 42       | 24e         | Éliminée        | Éliminée                           |
| Jessica-Bianca Wessolly                                                                 | 200 m féminin             | 23 s 41          | 32e         | Éliminée      | Éliminée    | Éliminée        | Éliminée                           |
| Corinna Schwab                                                                          | 400 m féminin             | 52 s 29          | 27e         | Éliminée      | Éliminée    | Éliminée        | Éliminée                           |
| Christina Hering                                                                        | 800 m féminin             | 2 min 2 s 23     | 30e         | Éliminée      | Éliminée    | Éliminée        | Éliminée                           |
| Katharina Trost                                                                         | 800 m féminin             | 2 min 0 s 99     | 13e         | 2 min 2 s 14  | 20e         | Éliminée        | Éliminée                           |
| Caterina Granz                                                                          | 1 500 m féminin           | 4 min 6 s 22     | 24e         | 4 min 10 s 93 | 25e         | Éliminée        | Éliminée                           |
| Hanna Klein                                                                             | 1 500 m féminin           | 4 min 14 s 83    | 39e         | Éliminée      | Éliminée    | Éliminée        | Éliminée                           |
| Konstanze Klosterhalfen                                                                 | 10 000 m féminin          | Non disputé      | Non disputé | Non disputé   | Non disputé | 31 min 1 s 97   | 8e                                 |
| Ricarda Lobe                                                                            | 100 m haies               | 13 s 43          | 36e         | Éliminée      | Éliminée    | Éliminée        | Éliminée                           |
| Carolina Krafzik                                                                        | 400 m haies féminin       | 54 s 72          | 5e          | 54 s 96       | 10e         | Éliminée        | Éliminée                           |
| Elena Burkard                                                                           | 3 000 m steeple féminin   | 9 min 30 s 64    | 17e         | Non disputé   | Non disputé | Éliminée        | Éliminée                           |
| Gesa Felicitas Krause                                                                   | 3 000 m steeple féminin   | 9 min 19 s 62    | 5e          | Non disputé   | Non disputé | 9 min 14 s 0    | 5e                                 |
| Lea Meyer                                                                               | 3 000 m steeple féminin   | 9 min 33 s 20    | 22e         | Non disputé   | Non disputé | Éliminée        | Éliminée                           |
| Melat Yisak Kejeta                                                                      | Marathon féminin          | Non disputé      | Non disputé | Non disputé   | Non disputé | 2 h 29 min 16 s | 6e                                 |
| Deborah Schöneborn                                                                      | Marathon féminin          | Non disputé      | Non disputé | Non disputé   | Non disputé | 2 h 33 min 8 s  | 18e                                |
| Katharina Steinruck                                                                     | Marathon féminin          | Non disputé      | Non disputé | Non disputé   | Non disputé | 2 h 35 min 0 s  | 31e                                |
| Saskia Feige                                                                            | 20 km marche féminin      | Non disputé      | Non disputé | Non disputé   | Non disputé | Abandon         | Abandon                            |
| Alexandra Burghardt Rebekka Haase Gina Lückenkemper Tatjana Pinto                       | Relais 4 × 100 m féminin  | 42 s 0           | 3e          | Non disputé   | Non disputé | 42 s 12         | 5e                                 |
| Carolina Krafzik Laura Müller Corinna Schwab Ruth Sophia Spelmeyer-Preuß                | Relais 4 × 400 m féminin  | 3 min 24 s 77    | 10e         | Non disputé   | Non disputé | Éliminées       | Éliminées                          |
| Marvin Schlegel Corinna Schwab Nadine Gonska Manuel Sanders Ruth Sophia Spelmeyer-Preuß | Relais 4 × 400 m mixte    | 3 min 12 s 94 NR | 9e          | Non disputé   | Non disputé | Abandon         | Abandon                            |

| Athlète                    | Épreuve                    | Qualification | Qualification | Finale      | Finale                             |
| Athlète                    | Épreuve                    | Performance   | Rang          | Performance | Rang                               |
| -------------------------- | -------------------------- | ------------- | ------------- | ----------- | ---------------------------------- |
| Mateusz Przybylko          | Saut en hauteur masculin   | 2,21 m        | 23e           | Éliminé     | Éliminé                            |
| Bo Kanda Lita Baehre       | Saut à la perche masculin  | 5,75 m        | 1er           | 5,70 m      | 11e                                |
| Torben Blech               | Saut à la perche masculin  | 5,30 m        | 25e           | Éliminé     | Éliminé                            |
| Oleg Zernikel              | Saut à la perche masculin  | 5,65 m        | 12e           | 5,70 m      | 9e                                 |
| Fabian Heinle              | Saut en longueur masculin  | 7,96 m        | 10e           | 7,62 m      | 12e                                |
| Max Heß                    | Triple saut masculin       | 16,69 m       | 17e           | Éliminé     | Éliminé                            |
| David Wrobel               | Lancer du disque masculin  | 60,38 m       | 22e           | Éliminé     | Éliminé                            |
| Daniel Jasinski            | Lancer du disque masculin  | 63,29 m       | 9e            | 62,44 m     | 10e                                |
| Clemens Prüfer             | Lancer du disque masculin  | 63,18 m       | 11e           | 61,75 m     | 11e                                |
| Tristan Schwandke          | Lancer du marteau masculin | 73,77 m       | 21e           | Éliminé     | Éliminé                            |
| Bernhard Seifert           | Lancer du javelot masculin | 68,30 m       | 31e           | Éliminé     | Éliminé                            |
| Johannes Vetter            | Lancer du javelot masculin | 85,64 m       | 2e            | 82,52 m     | 9e                                 |
| Julian Weber               | Lancer du javelot masculin | 84,41 m       | 6e            | 85,30 m     | 4e                                 |
| Marie-Laurence Jungfleisch | Saut en hauteur féminin    | 1,95 m        | 4e            | 1,93 m      | 10e                                |
| Imke Onnen                 | Saut en hauteur féminin    | 1,86 m        | 25e           | Éliminée    | Éliminée                           |
| Maryse Luzolo              | Saut en longueur féminin   | 6,54 m        | 15e           | Éliminée    | Éliminée                           |
| Malaika Mihambo            | Saut en longueur féminin   | 6,98 m        | 2e            | 7,00 m      | Médaille d'or, Jeux olympiques     |
| Neele Eckhardt             | Triple saut féminin        | 14,20 m       | 14e           | Éliminée    | Éliminée                           |
| Kristin Gierisch           | Triple saut féminin        | 13,02 m       | 30e           | Éliminée    | Éliminée                           |
| Sara Gambetta              | Lancer du poids féminin    | 18,57 m       | 12e           | 18,88 m     | 8e                                 |
| Katharina Maisch           | Lancer du poids féminin    | 17,89 m       | 15e           | Éliminée    | Éliminée                           |
| Christina Schwanitz        | Lancer du poids féminin    | 18,08 m       | 14e           | Éliminée    | Éliminée                           |
| Marike Steinacker          | Lancer du disque féminin   | 63,22 m       | 6e            | 62,02 m     | 8e                                 |
| Claudine Vita              | Lancer du disque féminin   | 62,46 m       | 10e           | 61,80 m     | 9e                                 |
| Kristin Pudenz             | Lancer du disque féminin   | 63,73 m       | 4e            | 66,86 m     | Médaille d'argent, Jeux olympiques |
| Samantha Borutta           | Lancer du marteau féminin  | 67,38 m       | 24e           | Éliminée    | Éliminée                           |
| Christin Hussong           | Lancer du javelot féminin  | 61,68 m       | 11e           | 59,94 m     | 9e                                 |

| Athlète         | Épreuve  | 100 H   | SH     | LP      | 200 m   | SL     | LJ      | 800 m         | Total | Rang |
| --------------- | -------- | ------- | ------ | ------- | ------- | ------ | ------- | ------------- | ----- | ---- |
| Vanessa Grimm   | Résultat | 13 s 88 | 1,77 m | 14,52 m | 25 s 3  | 5,94 m | 44,75 m | 2 min 16 s 17 | 6 114 | 19e  |
| Vanessa Grimm   | Points   | 995     | 941    | 829     | 884     | 831    | 759     | 875           | 6 114 | 19e  |
| Carolin Schäfer | Résultat | 13 s 29 | 1,80 m | 13,99 m | 24 s 33 | 5,78 m | 54,10 m | 2 min 14 s 92 | 6 419 | 7e   |
| Carolin Schäfer | Points   | 1 081   | 978    | 793     | 949     | 783    | 940     | 895           | 6 419 | 7e   |

| Athlète      | Épreuve  | 100 m   | SL     | LP      | SH     | 400 m   | 110 H   | LD      | SP      | LJ      | 1 500 m       | Total   | Rang    |
| ------------ | -------- | ------- | ------ | ------- | ------ | ------- | ------- | ------- | ------- | ------- | ------------- | ------- | ------- |
| Niklas Kaul  | Résultat | 11 s 22 | 7,36 m | 14,55 m | 2,11 m | Ab.     | Abandon | Abandon | Abandon | Abandon | Abandon       | Abandon | Abandon |
| Niklas Kaul  | Points   | 812     | 900    | 762     | 906    | 0       | Abandon | Abandon | Abandon | Abandon | Abandon       | Abandon | Abandon |
| Kai Kazmirek | Résultat | 11 s 9  | 7,48 m | 14,46 m | 2,02 m | 48 s 17 | 14 s 73 | 42,70 m | 4,80 m  | 63,76 m | 4 min 48 s 30 | 8 126   | 14e     |
| Kai Kazmirek | Points   | 841     | 930    | 757     | 822    | 901     | 882     | 720     | 849     | 795     | 629           | 8 126   | 14e     |

### Aviron
| Athlète | Compétition                        | Série         | Série | Repêchages    | Repêchages  | Quarts de finale | Quarts de finale | Demi-finale                   | Demi-finale | Finale                 | Finale                             |
| Athlète | Compétition                        | Temps         | Rang  | Temps         | Rang        | Temps            | Rang             | Temps                         | Rang        | Temps                  | Rang                               |
| --- | ---------------------------------- | ------------- | ----- | ------------- | ----------- | ---------------- | ---------------- | ----------------------------- | ----------- | ---------------------- | ---------------------------------- |
| Oliver Zeidler | Skiff hommes                       | 7 min 0 s 40  | 1er   | Non disputé   | Non disputé | 7 min 12 s 75    | 1er              | Demi-finale A/B 6 min 45 s 16 | 4e          | Finale B 6 min 44 s 44 | 7e                                 |
| Stephan Krüger Marc Weber | Deux de couple hommes              | 6 min 35 s 11 | 4e    | 6 min 26 s 64 | 1er         | Non disputé      | Non disputé      | Demi-finale A/B 6 min 38 s 41 | 5e          | Finale B 6 min 18 s 13 | 11e                                |
| Jonathan Rommelmann Jason Osborne | Deux de couple poids légers hommes | 6 min 21 s 71 | 1er   | Exemptés      | Exemptés    | Non disputé      | Non disputé      | Demi-finale A/B 6 min 7 s 33  | 1er         | Finale A 6 min 7 s 29  | Médaille d'argent, Jeux olympiques |
| Tim Ole Naske Karl Schulze Hans Gruhne Max Appel                                                                                               | Quatre de couple hommes            | 5 min 49 s 11 | 5e    | 6 min 2 s 86  | 5e          | Non disputé      | Non disputé      | Non disputé                   | Non disputé | Finale B 5 min 46 s 78 | 8e                                 |
| Johannes Weissenfeld Laurits Follert Olaf Roggensack Torben Johannesen Jakob Schneider Malte Jakschik Richard Schmidt Hannes Ocik Martin Sauer | Huit hommes                        | 5 min 29 s 85 | 1er   | Exemptés      | Exemptés    | Non disputé      | Non disputé      | Non disputé                   | Non disputé | Finale A 5 min 25 s 60 | Médaille d'argent, Jeux olympiques |
| Leonie Menzel Annekatrin Thiele | Deux de couple femmes              | 6 min 59 s 61 | 4e    | 7 min 14 s 92 | 2e          | Non disputé      | Non disputé      | Demi-finale A/B 7 min 20 s 44 | 6e          | Finale B 7 min 1 s 21  | 11e                                |
| Daniela Schulze Franziska Kampmann Carlotta Nwajide Frieda Hammerling                                                                          | Quatre de couple femmes            | 6 min 18 s 22 | 1re   | Exemptées     | Exemptées   | Non disputé      | Non disputé      | Non disputé                   | Non disputé | Finale A 6 min 13 s 41 | 5e                                 |

### Badminton
| Athlète                       | Compétition   | Phase de groupes                    | Phase de groupes                 | Phase de groupes                        | Phase de groupes | 1/8e de finale   | Quarts de finale | Demi-finales     | Finale           | Finale   |
| Athlète                       | Compétition   | Adversaire Score                    | Adversaire Score                 | Adversaire Score                        | Rang             | Adversaire Score | Adversaire Score | Adversaire Score | Adversaire Score | Rang     |
| ----------------------------- | ------------- | ----------------------------------- | -------------------------------- | --------------------------------------- | ---------------- | ---------------- | ---------------- | ---------------- | ---------------- | -------- |
| Kai Schäfer                   | Simple hommes | Wangcharoen Défaite 13-21, 15-21    | Penty Défaite 18-21, 11-21       | Non disputé                             | 3e du gr. K      | Éliminé          | Éliminé          | Éliminé          | Éliminé          | Éliminé  |
| Yvonne Li                     | Simple dames  | Okuhara Défaite 17-21, 4-21         | Kosetskaya Défaite 20-22, 15-21  | Non disputé                             | 3e du gr. E      | Éliminée         | Éliminée         | Éliminée         | Éliminée         | Éliminée |
| Mark Lamsfuß Marvin Seidel    | Double hommes | Kamura / Sonada Défaite 13-21, 8-21 | Li / Liu Défaite 14-21, 13-21    | P. Chew / R. Chew Victoire 21-10, 21-16 | 3e du gr. C      | Non disputé      | Éliminés         | Éliminés         | Éliminés         | Éliminés |
| Mark Lamsfuß Isabel Herttrich | Double mixte  | Wang / Huang Défaite 22-24, 17-21   | Chan / Goh Victoire 21-12, 21-15 | Tang / Tse 20-22, 22-20, 16-21          | 3e du gr. D      | Non disputé      | Éliminés         | Éliminés         | Éliminés         | Éliminés |

### Basket-ball à cinq
| Épreuve          | Phase de groupe      | Phase de groupe        | Phase de groupe         | Phase de groupe | Quart de finale        | Demi-finale      | Finale / MB      | Rang     |
| Épreuve          | Adversaire Score     | Adversaire Score       | Adversaire Score        | Rang            | Adversaire Score       | Adversaire Score | Adversaire Score | Rang     |
| ---------------- | -------------------- | ---------------------- | ----------------------- | --------------- | ---------------------- | ---------------- | ---------------- | -------- |
| Tournoi masculin | Italie Défaite 82-92 | Nigeria Victoire 99-92 | Australie Défaite 76-89 | 3e              | Slovénie Défaite 70-94 | Éliminés         | Éliminés         | Éliminés |

### Beach-volley
| Athlètes                      | Compétition      | Tour préliminaire                                | Tour préliminaire                           | Tour préliminaire                          | Tour préliminaire | Repêchage        | 1/8e de finale                             | Quarts de finale                                | Demi-finale      | Finale / 3e place | Rang      |
| Athlètes                      | Compétition      | Adversaire Score                                 | Adversaire Score                            | Adversaire Score                           | Rang              | Adversaire Score | Adversaire Score                           | Adversaire Score                                | Adversaire Score | Adversaire Score  | Rang      |
| ----------------------------- | ---------------- | ------------------------------------------------ | ------------------------------------------- | ------------------------------------------ | ----------------- | ---------------- | ------------------------------------------ | ----------------------------------------------- | ---------------- | ----------------- | --------- |
| Julius Thole Clemens Wickler  | Tournoi masculin | Lupo / Nicolai Défaite 21-19, 19-21, 13-15       | Kantor / Łosiak Victoire 22-20, 21-16       | Ishijima / Shiratori Victoire 21-16, 21-11 | 2e                | Exemptés         | Gibb / Bourne Victoire 17-21, 21-15, 15-11 | Krasilnikov / Stoyanovskiy Défaite 16-21, 19-21 | Éliminés         | Éliminés          | Éliminés  |
| Karla Borger Julia Sude       | Tournoi féminin  | Heidrich / Vergé-Dépré Défaite 8-21, 23-21, 6-15 | Humana-Paredes / Pavan Défaite 17-21, 14-21 | Schoon / Stam Défaite 20-22, 16-21         | 4e                | Éliminées        | Éliminées                                  | Éliminées                                       | Éliminées        | Éliminées         | Éliminées |
| Laura Ludwig Margareta Kozuch | Tournoi féminin  | Betschart / Hüberli Défaite 25-23, 20-22, 14-16  | Ishii / Murakami Victoire 21-17, 22-20      | Hermannová / Sluková Victoire 21-0, 21-0   | 2e                | Exemptées        | Ágatha / Duda Victoire 21-19, 19-21, 16-14 | Ross / Klineman Défaite 19-21, 19-21            | Éliminées        | Éliminées         | Éliminées |

### Boxe
| Athlète           | Catégorie               | 1/16e de finale     | 1/8e de finale        | Quart de finale             | Demi-finale         | Finale              | Rang     |
| Athlète           | Catégorie               | Adversaire Résultat | Adversaire Résultat   | Adversaire Résultat         | Adversaire Résultat | Adversaire Résultat | Rang     |
| ----------------- | ----------------------- | ------------------- | --------------------- | --------------------------- | ------------------- | ------------------- | -------- |
| Hamsat Shadalov   | Plumes hommes (-57 kg)  | Cuello Défaite 2-3  | Éliminé               | Éliminé                     | Éliminé             | Éliminé             | Éliminé  |
| Ammar Abduljabbar | Lourds hommes (-91 kg)  | Exempté             | Lúcar Victoire 5-0    | Gadzhimagomedov Défaite 0-5 | Éliminé             | Éliminé             | Éliminé  |
| Nadine Apetz      | Welters femmes (-69 kg) | Exemptée            | Borgohain Défaite 2-3 | Éliminée                    | Éliminée            | Éliminée            | Éliminée |

### Canoë-kayak
| Athlète                                                       | Compétition       | Série          | Série | Quarts de finale | Quarts de finale | Demi-finale    | Demi-finale | Finale Finale B Finale C | Finale Finale B Finale C            |
| Athlète                                                       | Compétition       | Temps          | Rang  | Temps            | Rang             | Temps          | Rang        | Temps                    | Rang                                |
| ------------------------------------------------------------- | ----------------- | -------------- | ----- | ---------------- | ---------------- | -------------- | ----------- | ------------------------ | ----------------------------------- |
| Sebastian Brendel                                             | C1 1 000 m hommes | 4 min 2 s 351  | 3e    | 4 min 7 s 036    | 1er              | 4 min 11 s 413 | 7e          | Finale B 4 min 3 s 723   | 10e                                 |
| Conrad Scheibner                                              | C1 1 000 m hommes | 4 min 4 s 920  | 2e    | Exempté          | Exempté          | 4 min 8 s 503  | 3e          | 4 min 13 s 725           | 6e                                  |
| Sebastian Brendel Tim Hecker                                  | C2 1 000 m hommes | 3 min 42 s 773 | 1er   | Exemptés         | Exemptés         | 3 min 26 s 812 | 1er         | 3 min 25 s 615           | Médaille de bronze, Jeux olympiques |
| Jacob Schopf                                                  | K1 1 000 m hommes | 3 min 39 s 504 | 1er   | Exempté          | Exempté          | 3 min 25 s 568 | 3e          | 3 min 22 s 554           | 4e                                  |
| Max Hoff Jacob Schopf                                         | K2 1 000 m hommes | 3 min 9 s 830  | 2e    | Exemptés         | Exemptés         | 3 min 17 s 554 | 1er         | 3 min 15 s 584           | Médaille d'argent, Jeux olympiques  |
| Max Lemke Tom Liebscher Ronald Rauhe Max Rendschmidt          | K4 500 m hommes   | 1 min 21 s 890 | 1er   | Exemptés         | Exemptés         | 1 min 23 s 049 | 1er         | 1 min 22 s 219           | Médaille d'or, Jeux olympiques      |
| Lisa Jahn                                                     | C1 200 m femmes   | 47 s 439       | 4e    | 47 s 049         | 2e               | 49 s 136       | 7e          | Finale B 48 s 798        | 13e                                 |
| Sophie Koch                                                   | C1 200 m femmes   | 48 s 601       | 5e    | 48 s 891         | 4e               | Éliminée       | Éliminée    | Éliminée                 | Éliminée                            |
| Lisa Jahn Sophie Koch                                         | C2 500 m femmes   | 2 min 1 s 184  | 2e    | Exemptée         | Exemptée         | 2 min 4 s 749  | 3e          | 1 min 59 s 943           | 4e                                  |
| Jule Hake                                                     | K1 500 m femmes   | 1 min 48 s 759 | 3e    | Exemptée         | Exemptée         | 1 min 54 s 341 | 5e          | Finale C 1 min 55 s 638  | 18e                                 |
| Sabrina Hering-Pradler                                        | K1 500 m femmes   | 1 min 49 s 932 | 2e    | Exemptée         | Exemptée         | 1 min 54 s 140 | 4e          | Finale B 1 min 53 s 919  | 10e                                 |
| Caroline Arft Sarah Brüßler                                   | K2 500 m femmes   | 1 min 48 s 058 | 3e    | 1 min 48 s 450   | 2e               | 1 min 39 s 421 | 6e          | Finale B 1 min 39 s 953  | 11e                                 |
| Tina Dietze Sabrina Hering-Pradler                            | K2 500 m femmes   | 1 min 44 s 894 | 2e    | Exemptées        | Exemptées        | 1 min 38 s 954 | 4e          | 1 min 42 s 406           | 8e                                  |
| Tina Dietze Melanie Gebhardt Jule Hake Sabrina Hering-Pradler | K4 500 m femmes   | 1 min 34 s 681 | 2e    | Exemptées        | Exemptées        | 1 min 36 s 737 | 3e          | 1 min 37 s 243           | 5e                                  |

| Athlète          | Compétition  | Série    | Série | Série    | Série | Série    | Série | Demi-finale | Demi-finale | Finale   | Finale                              |
| Athlète          | Compétition  | Run 1    | Rang  | Run 2    | Rang  | Meilleur | Rang  | Temps       | Rang        | Temps    | Rang                                |
| ---------------- | ------------ | -------- | ----- | -------- | ----- | -------- | ----- | ----------- | ----------- | -------- | ----------------------------------- |
| Sideris Tasiadis | C-1 masculin | 100 s 69 | 6e    | 101 s 23 | 3e    | 100 s 69 | 6e    | 105 s 35    | 6e          | 103 s 70 | Médaille de bronze, Jeux olympiques |
| Hannes Aigner    | K-1 masculin | 69 s 51  | 11e   | 90 s 14  | 1er   | 90 s 14  | 1er   | 97 s 97     | 7e          | 97 s 11  | Médaille de bronze, Jeux olympiques |
| Andrea Herzog    | C-1 féminin  | 113 s 69 | 5e    | 106 s 34 | 2e    | 106 s 34 | 2e    | 114 s 61    | 4e          | 111 s 13 | Médaille de bronze, Jeux olympiques |
| Ricarda Funk     | K-1 féminin  | 101 s 90 | 1re   | 101 s 56 | 2e    | 101 s 56 | 2e    | 107 s 96    | 3e          | 105 s 50 | Médaille d'or, Jeux olympiques      |

### Cyclisme

#### BMX
| Athlète       | Compétition | Tour de classement | Tour de classement | Tour de classement | Tour de classement | Finale   | Finale   | Finale   | Finale |
| Athlète       | Compétition | Manche 1           | Manche 2           | Moyenne            | Rang               | Manche 1 | Manche 2 | Résultat | Rang   |
| ------------- | ----------- | ------------------ | ------------------ | ------------------ | ------------------ | -------- | -------- | -------- | ------ |
| Lara Lessmann | Femmes      | 66,00              | 73,40              | 69,70              | 6e                 | 79,60    | 78,00    | 79,60    | 6e     |

#### Sur piste
| Athlète              | Compétition | Qualification           | Qualification | 1er tour                                | Repêchage 1                                    | 2e tour                                 | Repêchage 2              | 3e tour                               | Repêchage 3              | Quarts de finale                        | Demi-finale              | Finale Match de classement                                          | Finale Match de classement |
| Athlète              | Compétition | Temps Vitesse           | Rang          | Adversaire Temps Vitesse                | Adversaire Temps Vitesse                       | Adversaire Temps Vitesse                | Adversaire Temps Vitesse | Adversaire Temps Vitesse              | Adversaire Temps Vitesse | Adversaire Temps Vitesse                | Adversaire Temps Vitesse | Adversaire Temps Vitesse                                            | Rang                       |
| -------------------- | ----------- | ----------------------- | ------------- | --------------------------------------- | ---------------------------------------------- | --------------------------------------- | ------------------------ | ------------------------------------- | ------------------------ | --------------------------------------- | ------------------------ | ------------------------------------------------------------------- | -------------------------- |
| Stefan Bötticher     | Hommes      | 9 s 593 75,055 5 km/h   | 13e           | Wammes Défaite                          | Richardson Helal Victoire 10 s 030 71,785 km/h | Hoogland Défaite                        | Wakimoto Défaite         | Éliminé                               | Éliminé                  | Éliminé                                 | Éliminé                  | Éliminé                                                             | Éliminé                    |
| Maximilian Levy      | Hommes      | 9 s 646 74,642 km/h     | 19e           | Tjon En Fa Victoire 9 s 922 72,566 km/h | -                                              | Rajkowski Victoire 10 s 247 70,264 km/h | -                        | Webster Victoire 10 s 355 69,532 km/h | -                        | Carlin Défaite                          | Éliminé                  | 5e place Vigier Kenny Paul Victoire 9 s 879 72,882 km/h             | 5e                         |
| Lea Sophie Friedrich | Femmes      | 10 s 310 69,385 km/h OR | 1re           | Marozaitė Victoire 11 s 226 64,137 km/h | -                                              | Godby Victoire 11 s 085 64,953 km/h     | -                        | Voinova Victoire 11 s 117 64,766 km/h | -                        | Starikova Défaite                       | Éliminée                 | 5e place Genest Braspennincx Marchant Victoire 10 s 817 66,562 km/h | 5e                         |
| Emma Hinze           | Femmes      | 10 s 381 69,357 km/h    | 3e            | du Preez Victoire 10 s 923 65,916 km/h  | -                                              | Bao Victoire 10 s 904 66,031 km/h       | -                        | Zhong Victoire 11 s 094 64,900 km/h   | -                        | Braspennincx Victoire 10 s 829 10 s 773 | Mitchell Défaite         | Lee Défaite                                                         | 4e                         |

| Athlète                                       | Compétition | Qualification        | Qualification | Demi-finale                                  | Demi-finale | Finale                             | Finale                             |
| Athlète                                       | Compétition | Temps Vitesse        | Rang          | Adversaire Temps Vitesse                     | Rang        | Adversaire Temps Vitesse           | Rang                               |
| --------------------------------------------- | ----------- | -------------------- | ------------- | -------------------------------------------- | ----------- | ---------------------------------- | ---------------------------------- |
| Timo Bichler Stefan Bötticher Maximilian Levy | Hommes      | 43 s 140 62,587 km/h | 7e            | Grande-Bretagne Défaite 42 s 733 63,183 km/h | 5e          | ROC Victoire (DSQ)                 | 5e                                 |
| Lea Sophie Friedrich Emma Hinze               | Femmes      | 32 s 102 56,071 km/h | 1re           | Ukraine Victoire 31 s 905 56,417 km/h        | 2e          | Chine Défaite 31 s 980 56,285 km/h | Médaille d'argent, Jeux olympiques |

| Athlète                                                            | Compétition                  | Qualification    | Qualification | Premier tour                     | Premier tour | Finale                                    | Finale                         |
| Athlète                                                            | Compétition                  | Temps            | Rang          | Adversaire Résultat              | Rang         | Adversaire Résultat                       | Rang                           |
| ------------------------------------------------------------------ | ---------------------------- | ---------------- | ------------- | -------------------------------- | ------------ | ----------------------------------------- | ------------------------------ |
| Felix Groß Theo Reinhardt Leon Rohde Domenic Weinstein Roger Kluge | Poursuite par équipes hommes | 3 min 50 s 830   | 7e            | Canada Défaite 3 min 48 s 861    | 6e           | Canada Défaite 3 min 50 s 023             | 6e                             |
| Franziska Brauße Lisa Brennauer Lisa Klein Mieke Kröger            | Poursuite par équipes femmes | 4 min 7 s 307 WR | 1re           | Italie Victoire 4 min 6 s 159 WR | 1re          | Grande-Bretagne Victoire 4 min 4 s 242 WR | Médaille d'or, Jeux olympiques |

| Athlète              | Compétition   | 1er tour | Repêchages  | Quarts de finale | Demi-finale | Finale (1-6) ou classement (7-12) |
| Athlète              | Compétition   | Rang     | Rang        | Rang             | Rang        | Rang                              |
| -------------------- | ------------- | -------- | ----------- | ---------------- | ----------- | --------------------------------- |
| Stefan Bötticher     | Keirin hommes | 3e       | 2e          | 5e               | Éliminé     | Éliminé                           |
| Maximilian Levy      | Keirin hommes | 2e       | Non disputé | 4e               | 2e          | 6e                                |
| Lea Sophie Friedrich | Keirin femmes | 1re      | Non disputé | 6e               | Éliminée    | Éliminée                          |
| Emma Hinze           | Keirin femmes | 5e       | 2e          | 4e               | 6e          | 7e                                |

| Athlète     | Compétition   | Scratch | Scratch | Course tempo | Course tempo | Élimination | Élimination | Course aux points | Course aux points | Total | Rang |
| Athlète     | Compétition   | Rang    | Points  | Rang         | Points       | Rang        | Points      | Rang              | Points            | Total | Rang |
| ----------- | ------------- | ------- | ------- | ------------ | ------------ | ----------- | ----------- | ----------------- | ----------------- | ----- | ---- |
| Roger Kluge | Omnium hommes | 12e     | 18      | 11e          | 20           | 17e         | 8           | 3e                | 45                | 91    | 9e   |

| Athlète                     | Épreuve | Points | Tours | Classement |
| --------------------------- | ------- | ------ | ----- | ---------- |
| Roger Kluge Theo Reinhardt  | Hommes  | -6     | -1    | 9e         |
| Franziska Brauße Lisa Klein | Femmes  | -40    | -2    | 12e        |

#### Sur route
| Athlète               | Compétition      | Temps           | Rang    |
| --------------------- | ---------------- | --------------- | ------- |
| Nikias Arndt          | Contre-la-montre | 58 min 49 s 39  | 19e     |
| Maximilian Schachmann | Contre-la-montre | 58 min 33 s 82  | 15e     |
| Nikias Arndt          | Course en ligne  | 6 h 16 min 53 s | 54e     |
| Maximilian Schachmann | Course en ligne  | 6 h 6 min 47 s  | 10e     |
| Emanuel Buchmann      | Course en ligne  | 6 h 11 min 46 s | 29e     |
| Simon Geschke         | Course en ligne  | Forfait         | Forfait |

| Athlète        | Compétition      | Temps           | Rang    |
| -------------- | ---------------- | --------------- | ------- |
| Lisa Klein     | Contre-la-montre | 33 min 1 s 97   | 13e     |
| Lisa Brennauer | Contre-la-montre | 32 min 10 s 71  | 6e      |
| Lisa Brennauer | Course en ligne  | 3 h 54 min 31 s | 6e      |
| Hannah Ludwig  | Course en ligne  | 4 h 1 min 8 s   | 41e     |
| Liane Lippert  | Course en ligne  | 3 h 55 min 17 s | 23e     |
| Trixi Worrack  | Course en ligne  | Abandon         | Abandon |

#### VTT
| Athlète           | Compétition | Temps           | Rang |
| ----------------- | ----------- | --------------- | ---- |
| Maximilian Brandl | Hommes      | 1 h 29 min 49 s | 21e  |
| Manuel Fumic      | Hommes      | 1 h 32 min 28 s | 28e  |
| Elisabeth Brandau | Femmes      | à un tour       | 32e  |
| Ronja Eibl        | Femmes      | 1 h 23 min 49 s | 29e  |

### Équitation
| Athlète                                                    | Cheval         | Compétition | Grand Prix | Grand Prix | Grand prix spécial | Grand prix spécial | Grand prix libre | Grand prix libre | Total   | Total                              |
| Athlète                                                    | Cheval         | Compétition | Score      | Rang       | Score              | Rang               | Technique        | Artistique       | Score   | Rang                               |
| ---------------------------------------------------------- | -------------- | ----------- | ---------- | ---------- | ------------------ | ------------------ | ---------------- | ---------------- | ------- | ---------------------------------- |
| Jessica von Bredow-Werndl                                  | Dalera         | Individuel  | 84,679     | 1re        | Non disputé        | Non disputé        | 85,893           | 97,571           | 91,732  | Médaille d'or, Jeux olympiques     |
| Dorothee Schneider                                         | Showtime       | Individuel  | 78,820     | 5e         | Non disputé        | Non disputé        | 75,607           | 83,257           | 79,432  | 15e                                |
| Isabell Werth                                              | Bella Rose     | Individuel  | 82,500     | 2e         | Non disputé        | Non disputé        | 83,429           | 95,886           | 89,657  | Médaille d'argent, Jeux olympiques |
| Jessica von Bredow-Werndl Dorothee Schneider Isabell Werth | voir ci-dessus | Par équipes | 7 911,5    | 1re        | 8 178,0            | 1re                | Non disputé      | Non disputé      | 8 178,0 | Médaille d'or, Jeux olympiques     |

| Athlète                                      | Cheval              | Compétition | Dressage  | Dressage | Cross-country | Cross-country | Cross-country | Saut d'obstacles | Saut d'obstacles | Saut d'obstacles | Saut d'obstacles | Saut d'obstacles | Saut d'obstacles | Total     | Total                          |
| Athlète                                      | Cheval              | Compétition | Dressage  | Dressage | Cross-country | Cross-country | Cross-country | Qualification    | Qualification    | Qualification    | Finale           | Finale           | Finale           | Total     | Total                          |
| Athlète                                      | Cheval              | Compétition | Pénalités | Rang     | Pénalités     | Total         | Rang          | Pénalités        | Total            | Rang             | Pénalités        | Total            | Rang             | Pénalités | Rang                           |
| -------------------------------------------- | ------------------- | ----------- | --------- | -------- | ------------- | ------------- | ------------- | ---------------- | ---------------- | ---------------- | ---------------- | ---------------- | ---------------- | --------- | ------------------------------ |
| Sandra Auffarth                              | Viamant du Matz     | Individuel  | 34,10     | 37e      | 22,40         | 56,50         | 32e           | 0,00             | 56,50            | 30e              | Éliminée         | Éliminée         | Éliminée         | Éliminée  | Éliminée                       |
| Michael Jung                                 | Chipmunk            | Individuel  | 21,10     | 1er      | 11,00         | 32,10         | 10e           | 0,00             | 32,10            | 7e               | 4,00             | 36,10            | 8e               | 36,10     | 8e                             |
| Julia Krajewski                              | Amande de B'Neville | Individuel  | 25,40     | 4e       | 0,40          | 25,60         | 2e            | 0,00             | 25,60            | 1re              | 0,40             | 26,00            | 1re              | 26,00     | Médaille d'or, Jeux olympiques |
| Sandra Auffarth Michael Jung Julia Krajewski | voir ci-dessus      | Par équipes | 80,40     | 2e       | 33,80         | 114,20        | 6e            | 0,00             | 114,20           | 4e               | Non disputé      | Non disputé      | Non disputé      | 114,20    | 4e                             |

| Athlète                                   | Cheval                            | Compétition | Qualification | Qualification | Qualification | Qualification | Qualification | Finale    | Finale    | Finale    | Finale  | Finale  |
| Athlète                                   | Cheval                            | Compétition | Pénalités     | Pénalités     | Pénalités     | Temps         | Rang          | Pénalités | Pénalités | Pénalités | Temps   | Rang    |
| Athlète                                   | Cheval                            | Compétition | Saut          | Temps         | Total         | Temps         | Rang          | Saut      | Temps     | Total     | Temps   | Rang    |
| ----------------------------------------- | --------------------------------- | ----------- | ------------- | ------------- | ------------- | ------------- | ------------- | --------- | --------- | --------- | ------- | ------- |
| Daniel Deußer                             | Killer Queen                      | Individuel  | 0,00          | 0,00          | 0,00          | 86,14         | =1er          | 8,00      | 0,00      | 8,00      | 85,69   | 18e     |
| Christian Kukuk                           | Mumbai                            | Individuel  | 4,00          | 0,00          | 4,00          | 88,07         | =31e          | Éliminé   | Éliminé   | Éliminé   | Éliminé | Éliminé |
| André Thieme                              | Chakaria                          | Individuel  | 4,00          | 0,00          | 4,00          | 86,45         | =31e          | Éliminé   | Éliminé   | Éliminé   | Éliminé | Éliminé |
| Daniel Deußer Maurice Tebbel André Thieme | Killer Queen Don Diarado Chakaria | Par équipes | -             | -             | 4             | -             | =2e           | -         | -         | 12+RT     | -       | 9e      |

### Escalade
| Athlète         | Compétition    | Qualifications | Qualifications | Qualifications | Qualifications | Qualifications | Qualifications | Qualifications | Qualifications | Qualifications | Finale  | Finale  | Finale   | Finale  | Finale     | Finale     | Finale     | Finale  | Finale  |
| Athlète         | Compétition    | Vitesse        | Vitesse        | Bloc           | Bloc           | Difficulté     | Difficulté     | Difficulté     | Total          | Rang           | Vitesse | Vitesse | Bloc     | Bloc    | Difficulté | Difficulté | Difficulté | Total   | Rang    |
| Athlète         | Compétition    | MT             | Rang           | Résultat       | Rang           | PA             | Temps          | Rang           | Total          | Rang           | MT      | Rang    | Résultat | Rang    | PA         | Temps      | Rang       | Total   | Rang    |
| --------------- | -------------- | -------------- | -------------- | -------------- | -------------- | -------------- | -------------- | -------------- | -------------- | -------------- | ------- | ------- | -------- | ------- | ---------- | ---------- | ---------- | ------- | ------- |
| Alexander Megos | Combiné hommes | 7 s 47         | 18e            | 1T4z 2 15      | 6e             | 36+            | -              | 6e             | 684,00         | 9e             | Éliminé | Éliminé | Éliminé  | Éliminé | Éliminé    | Éliminé    | Éliminé    | Éliminé | Éliminé |
| Jan Hojer       | Combiné hommes | 6 s 63         | 10e            | 1T3z 3 8       | 9e             | 29+            | -              | 9e             | 891,00         | 12e            | Éliminé | Éliminé | Éliminé  | Éliminé | Éliminé    | Éliminé    | Éliminé    | Éliminé | Éliminé |

### Escrime
| Athlète                                                  | Compétition         | 1/32e de finale       | 1/16e de finale            | 1/8e de finale            | Quarts de finale         | Demi-finale Classement 5-8 | Finale 3e place Classement 5e, 7e places | Rang    |
| Athlète                                                  | Compétition         | Adversaire Score      | Adversaire Score           | Adversaire Score          | Adversaire Score         | Adversaire Score           | Adversaire Score                         | Rang    |
| -------------------------------------------------------- | ------------------- | --------------------- | -------------------------- | ------------------------- | ------------------------ | -------------------------- | ---------------------------------------- | ------- |
| Peter Joppich                                            | Fleuret individuel  | Cai Victoire 15-12    | Massialas Victoire 15-12   | Choupenitch Défaite 13-15 | Éliminé                  | Éliminé                    | Éliminé                                  | Éliminé |
| Benjamin Kleibrink                                       | Fleuret individuel  | Exempté               | Abouelkassem Défaite 11-15 | Éliminé                   | Éliminé                  | Éliminé                    | Éliminé                                  | Éliminé |
| André Sanità                                             | Fleuret individuel  | Cheung Victoire 15-14 | Foconi Défaite 8-15        | Éliminé                   | Éliminé                  | Éliminé                    | Éliminé                                  | Éliminé |
| Peter Joppich Benjamin Kleibrink Luis Klein André Sanità | Fleuret par équipes | Non disputé           | Non disputé                | Canada Victoire 45-31     | États-Unis Défaite 36-45 | Hong Kong Victoire 45-38   | Italie Défaite par forfait               | 6e      |
| Max Hartung                                              | Sabre individuel    | Exempté               | Decsi Victoire 15-8        | Pakdaman Défaite 9-15     | Éliminé                  | Éliminé                    | Éliminé                                  | Éliminé |
| Matyas Szabo                                             | Sabre individuel    | Exempté               | Gu Victoire 15-8           | Ibragimov Défaite 13-15   | Éliminé                  | Éliminé                    | Éliminé                                  | Éliminé |
| Benedikt Wagner                                          | Sabre individuel    | Exempté               | Ibragimov Défaite 13-15    | Éliminé                   | Éliminé                  | Éliminé                    | Éliminé                                  | Éliminé |
| Max Hartung Matyas Szabo Benedikt Wagner                 | Sabre par équipes   | Non disputé           | Non disputé                | Exemptés                  | ROC Victoire 45-28       | Corée du Sud Défaite 42-45 | Hongrie Défaite 40-45                    | 4e      |

| Athlète      | Compétition        | 1/32e de finale          | 1/16e de finale     | 1/8e de finale   | Quarts de finale | Demi-finale Classement 5-8 | Finale 3e place Classement 5e, 7e places | Rang     |
| Athlète      | Compétition        | Adversaire Score         | Adversaire Score    | Adversaire Score | Adversaire Score | Adversaire Score           | Adversaire Score                         | Rang     |
| ------------ | ------------------ | ------------------------ | ------------------- | ---------------- | ---------------- | -------------------------- | ---------------------------------------- | -------- |
| Leonie Ebert | Fleuret individuel | Dubrovich Victoire 15-14 | Volpi Défaite 13-15 | Éliminée         | Éliminée         | Éliminée                   | Éliminée                                 | Éliminée |

### Football
| Compétition      | Phase de groupe    | Phase de groupe              | Phase de groupe       | Phase de groupe | Quart de finale  | Demi-finale      | Finale / MB      | Finale / MB |
| Compétition      | Adversaire Score   | Adversaire Score             | Adversaire Score      | Rang            | Adversaire Score | Adversaire Score | Adversaire Score | Rang        |
| ---------------- | ------------------ | ---------------------------- | --------------------- | --------------- | ---------------- | ---------------- | ---------------- | ----------- |
| Tournoi masculin | Brésil Défaite 2-4 | Arabie saoudite Victoire 3-2 | Côte d'Ivoire Nul 1-1 | 3e              | EÉliminés        | EÉliminés        | EÉliminés        | EÉliminés   |

### Golf
| Athlète            | Compétition       | Scores | Scores | Scores | Scores | Total    | Rang |
| Athlète            | Compétition       | Jour 1 | Jour 2 | Jour 3 | Jour 4 | Total    | Rang |
| ------------------ | ----------------- | ------ | ------ | ------ | ------ | -------- | ---- |
| Maximilian Kieffer | Épreuve masculine | 73     | 69     | 67     | 71     | 280 (-4) | T45  |
| Hurly Long         | Épreuve masculine | 70     | 70     | 70     | 67     | 277 (-7) | T35  |
| Caroline Masson    | Épreuve féminine  | 71     | 70     | 68     | 75     | 284 (E)  | T40  |
| Sophia Popov       | Épreuve féminine  | 71     | 72     | 70     | 71     | 284 (E)  | T40  |

### Gymnastique artistique
| Athlète        | Qualifications | Qualifications | Qualifications | Qualifications | Qualifications    | Qualifications | Qualifications | Qualifications | Finale   | Finale         | Finale   | Finale   | Finale            | Finale     | Finale  | Finale |
| Athlète        | Appareil       | Appareil       | Appareil       | Appareil       | Appareil          | Appareil       | Total          | Rang           | Appareil | Appareil       | Appareil | Appareil | Appareil          | Appareil   | Total   | Rang   |
| Athlète        | Sol            | Cheval d'arçon | Anneaux        | Saut           | Barres parallèles | Barre fixe     | Total          | Rang           | Sol      | Cheval d'arçon | Anneaux  | Saut     | Barres parallèles | Barre fixe | Total   | Rang   |
| -------------- | -------------- | -------------- | -------------- | -------------- | ----------------- | -------------- | -------------- | -------------- | -------- | -------------- | -------- | -------- | ----------------- | ---------- | ------- | ------ |
| Lukas Dauser   | 13,766         | 13,666         | 13,533         | 13,600         | 15,733            | 13,433         | 83,731         | 20e            | 11,500   | 12,100         | -        | 13,700   | 15,466            | 13,600     | -       | -      |
| Nils Dunkel    | 12,933         | 14,133         | 13,600         | 13,533         | 14,433            | 13,000         | 81,632         | 32e            | -        | 13,700         | 13,600   | -        | 12,733            | 13,033     | -       | -      |
| Philipp Herder | 13,733         | 13,233         | 13,333         | 14,533         | 14,500            | 13,100         | 82,432         | 27e            | 11,866   | -              | 13,200   | 14,333   | 14,566            | -          | -       | -      |
| Andreas Toba   | 12,833         | 13,700         | 13,733         | 14,000         | 14,100            | 13,800         | 82,166         | 30e            | 11,466   | 13,400         | 13,533   | 14,333   | -                 | 12,366     | -       | -      |
| Total          | 40,432         | 41,499         | 40,866         | 42,133         | 44,666            | 40,333         | 249,929        | 6e             | 34,832   | 39,200         | 40,333   | 42,366   | 42,765            | 38,999     | 238,495 | 8e     |

| Athlète        | Compétition       | Qualifications               | Qualifications               | Qualifications               | Qualifications               | Qualifications               | Qualifications               | Qualifications               | Qualifications               | Finale   | Finale         | Finale   | Finale   | Finale            | Finale     | Finale | Finale                             |
| Athlète        | Compétition       | Appareil                     | Appareil                     | Appareil                     | Appareil                     | Appareil                     | Appareil                     | Total                        | Rang                         | Appareil | Appareil       | Appareil | Appareil | Appareil          | Appareil   | Total  | Rang                               |
| Athlète        | Compétition       | Sol                          | Cheval d'arçon               | Anneaux                      | Saut                         | Barres parallèles            | Barre fixe                   | Total                        | Rang                         | Sol      | Cheval d'arçon | Anneaux  | Saut     | Barres parallèles | Barre fixe | Total  | Rang                               |
| -------------- | ----------------- | ---------------------------- | ---------------------------- | ---------------------------- | ---------------------------- | ---------------------------- | ---------------------------- | ---------------------------- | ---------------------------- | -------- | -------------- | -------- | -------- | ----------------- | ---------- | ------ | ---------------------------------- |
| Philipp Herder | Concours général  | voir le concours par équipes | voir le concours par équipes | voir le concours par équipes | voir le concours par équipes | voir le concours par équipes | voir le concours par équipes | voir le concours par équipes | voir le concours par équipes | 13,133   | 12,100         | 12,833   | 13,666   | 14,000            | 12,833     | 78,565 | 23e                                |
| Lukas Dauser   | Concours général  | voir le concours par équipes | voir le concours par équipes | voir le concours par équipes | voir le concours par équipes | voir le concours par équipes | voir le concours par équipes | voir le concours par équipes | voir le concours par équipes | 13,533   | 13,566         | 13,325   | 13,433   | 15,400            | 12,033     | 81,290 | 18e                                |
| Lukas Dauser   | Barres parallèles | voir le concours par équipes | voir le concours par équipes | voir le concours par équipes | voir le concours par équipes | voir le concours par équipes | voir le concours par équipes | voir le concours par équipes | voir le concours par équipes | -        | -              | -        | -        | 15,700            | -          | 15,700 | Médaille d'argent, Jeux olympiques |

| Athlète              | Qualifications | Qualifications      | Qualifications | Qualifications | Qualifications | Qualifications | Finale    | Finale              | Finale    | Finale    | Finale    | Finale    |
| Athlète              | Appareil       | Appareil            | Appareil       | Appareil       | Total          | Rang           | Appareil  | Appareil            | Appareil  | Appareil  | Total     | Rang      |
| Athlète              | Saut           | Barres asymétriques | Poutre         | Sol            | Total          | Rang           | Saut      | Barres asymétriques | Poutre    | Sol       | Total     | Rang      |
| -------------------- | -------------- | ------------------- | -------------- | -------------- | -------------- | -------------- | --------- | ------------------- | --------- | --------- | --------- | --------- |
| Kim Bùi              | 13,466         | 14,066              | 12,666         | 13,200         | 53,398         | 31e            | Éliminées | Éliminées           | Éliminées | Éliminées | Éliminées | Éliminées |
| Pauline Schäfer-Betz | 13,933         | 11,933              | 12,966         | 12,733         | 51,565         | 50e            | Éliminées | Éliminées           | Éliminées | Éliminées | Éliminées | Éliminées |
| Elisabeth Seitz      | 14,266         | 14,700              | 12,333         | 12,933         | 54,332         |                | Éliminées | Éliminées           | Éliminées | Éliminées | Éliminées | Éliminées |
| Sarah Voss           | 13,500         | 13,866              | 12,266         | 12,600         | 52,232         | 45e            | Éliminées | Éliminées           | Éliminées | Éliminées | Éliminées | Éliminées |
| Total                | 41,699         | 42,632              | 37,965         | 38,866         | 161,162        | 9e             | Éliminées | Éliminées           | Éliminées | Éliminées | Éliminées | Éliminées |

| Athlète         | Compétition         | Qualifications               | Qualifications               | Qualifications               | Qualifications               | Qualifications               | Qualifications               | Finale   | Finale              | Finale   | Finale   | Finale | Finale |
| Athlète         | Compétition         | Appareil                     | Appareil                     | Appareil                     | Appareil                     | Total                        | Rang                         | Appareil | Appareil            | Appareil | Appareil | Total  | Rang   |
| Athlète         | Compétition         | Saut                         | Barres asymétriques          | Poutre                       | Sol                          | Total                        | Rang                         | Saut     | Barres asymétriques | Poutre   | Sol      | Total  | Rang   |
| --------------- | ------------------- | ---------------------------- | ---------------------------- | ---------------------------- | ---------------------------- | ---------------------------- | ---------------------------- | -------- | ------------------- | -------- | -------- | ------ | ------ |
| Kim Bùi         | Concours général    | voir le concours par équipes | voir le concours par équipes | voir le concours par équipes | voir le concours par équipes | voir le concours par équipes | voir le concours par équipes | 13,466   | 13,766              | 12,600   | 13,166   | 52,998 | 17e    |
| Elisabeth Seitz | Concours général    | voir le concours par équipes | voir le concours par équipes | voir le concours par équipes | voir le concours par équipes | voir le concours par équipes | voir le concours par équipes | 14,200   | 14,500              | 12,933   | 12,433   | 54,066 | 9e     |
| Elisabeth Seitz | Barres asymétriques | voir le concours par équipes | voir le concours par équipes | voir le concours par équipes | voir le concours par équipes | voir le concours par équipes | voir le concours par équipes | -        | 14,400              | -        | -        | 14,400 | 5e     |

### Haltérophilie
| Athlète               | Compétition           | Arraché  | Arraché | Épaulé-jeté | Épaulé-jeté | Total  | Rang |
| Athlète               | Compétition           | Résultat | Rang    | Résultat    | Rang        | Total  | Rang |
| --------------------- | --------------------- | -------- | ------- | ----------- | ----------- | ------ | ---- |
| Simon Brandhuber      | Moins de 61 kg hommes | 123 kg   | 10e     | 145 kg      | 11e         | 268 kg | 9e   |
| Nico Müller           | Moins de 81 kg hommes | 159 kg   | 9e      | 195 kg      | 6e          | 354 kg | 7e   |
| Sabine Beate Kusterer | Moins de 59 kg femmes | 91 kg    | 7e      | 107 kg      | 10e         | 198 kg | 10e  |
| Lisa Schweizer        | Moins de 64 kg femmes | 100 kg   | 7e      | 117 kg      | 10e         | 217 kg | 10e  |

### Handball
| Compétition      | Phase de groupe       | Phase de groupe          | Phase de groupe      | Phase de groupe        | Phase de groupe       | Phase de groupe | Quart de finale      | Demi-finale      | Finale / 3e place | Finale / 3e place |
| Compétition      | Adversaire Score      | Adversaire Score         | Adversaire Score     | Adversaire Score       | Adversaire Score      | Rang            | Adversaire Score     | Adversaire Score | Adversaire Score  | Rang              |
| ---------------- | --------------------- | ------------------------ | -------------------- | ---------------------- | --------------------- | --------------- | -------------------- | ---------------- | ----------------- | ----------------- |
| Tournoi masculin | Espagne Défaite 27-28 | Argentine Victoire 33-25 | France Défaite 29-30 | Norvège Victoire 28-23 | Brésil Victoire 29-25 | 3e              | Égypte Défaite 26-31 | Éliminés         | Éliminés          | Éliminés          |

### Hockey sur gazon
| Compétition      | Phase de groupe              | Phase de groupe      | Phase de groupe              | Phase de groupe             | Phase de groupe       | Phase de groupe | Quart de finale        | Demi-finale           | Finale / MB      | Finale / MB |
| Compétition      | Adversaire Score             | Adversaire Score     | Adversaire Score             | Adversaire Score            | Adversaire Score      | Rang            | Adversaire Score       | Adversaire Score      | Adversaire Score | Rang        |
| ---------------- | ---------------------------- | -------------------- | ---------------------------- | --------------------------- | --------------------- | --------------- | ---------------------- | --------------------- | ---------------- | ----------- |
| Tournoi masculin | Canada Victoire 7-1          | Belgique Défaite 1-3 | Grande-Bretagne Victoire 4-1 | Afrique du Sud Défaite 3-4  | Pays-Bas Victoire 3-1 | 2e              | Argentine Victoire 3-1 | Australie Défaite 1-3 | Inde Défaite 4-5 | 4e          |
| Tournoi féminin  | Grande-Bretagne Victoire 2-1 | Inde Victoire 2-0    | Irlande Victoire 4-2         | Afrique du Sud Victoire 4-1 | Pays-Bas Défaite 1-3  | 2e              | Argentine Défaite 0-3  | Éliminées             | Éliminées        | Éliminées   |

### Judo
| Athlète | Compétition            | 1er tour                  | 2e tour                    | Quart de finale       | Demi-finale          | Repêchage                | Finale / MB                | Rang                                |
| Athlète | Compétition            | Adversaire Résultat       | Adversaire Résultat        | Adversaire Résultat   | Adversaire Résultat  | Adversaire Résultat      | Adversaire Résultat        | Rang                                |
| --- | ---------------------- | ------------------------- | -------------------------- | --------------------- | -------------------- | ------------------------ | -------------------------- | ----------------------------------- |
| Moritz Plafky | Moins de 60 kg hommes  | Verstraeten Défaite 00-01 | Éliminé                    | Éliminé               | Éliminé              | Éliminé                  | Éliminé                    | Éliminé                             |
| Sebastian Seidl | Moins de 66 kg hommes  | Shamilov Défaite 00-10    | Éliminé                    | Éliminé               | Éliminé              | Éliminé                  | Éliminé                    | Éliminé                             |
| Igor Wandtke | Moins de 73 kg hommes  | Turaev Défaite 00-10      | Éliminé                    | Éliminé               | Éliminé              | Éliminé                  | Éliminé                    | Éliminé                             |
| Dominic Ressel | Moins de 81 kg hommes  | Abu Rmilah Victoire 10-00 | de Wit Victoire 01-00      | Nagase Défaite 00-01  | Non qualifié         | Khubetsov Victoire 10-00 | Borchashvili Défaite 00-10 | 5e                                  |
| Eduard Trippel | Moins de 90 kg hommes  | Majdov Victoire 01-00     | Gwak Victoire 10-00        | Tóth Victoire 01-00   | Žgank Victoire 01-00 | -                        | Bekauri Défaite 00-01      | Médaille d'argent, Jeux olympiques  |
| Karl-Richard Frey | Moins de 100 kg hommes | Sviryd Victoire 10-00     | Korrel Victoire 01-00      | Cho Défaite 00-01     | Non qualifié         | Ilyasov Défaite 00-01    | Éliminé                    | 7e                                  |
| Johannes Frey | Plus de 100 kg hommes  | Mahjoub Défaite 00-01     | Éliminé                    | Éliminé               | Éliminé              | Éliminé                  | Éliminé                    | Éliminé                             |
| Katharina Menz | Moins de 48 kg femmes  | Vargas Défaite 00-01      | Éliminée                   | Éliminée              | Éliminée             | Éliminée                 | Éliminée                   | Éliminée                            |
| Theresa Stoll | Moins de 57 kg femmes  | Exemptée                  | Liparteliani Défaite 00-10 | Éliminée              | Éliminée             | Éliminée                 | Éliminée                   | Éliminée                            |
| Martyna Trajdos | Moins de 63 kg femmes  | Özbas Défaite 00-01       | Éliminée                   | Éliminée              | Éliminée             | Éliminée                 | Éliminée                   | Éliminée                            |
| Giovanna Scoccimarro | Moins de 70 kg femmes  | Rodríguez Victoire 01-00  | Coughlan Victoire 10-00    | Arai Défaite 00-10    | Non qualifiée        | Teltsidou Victoire 10-00 | van Dijke Défaite 00-10    | 5e                                  |
| Anna-Maria Wagner | Moins de 78 kg femmes  | Exemptée                  | Sampaio Victoire 10-00     | Aguiar Victoire 01-00 | Hamada Défaite 00-10 | -                        | Antomarchi Victoire 01-00  | Médaille de bronze, Jeux olympiques |
| Jasmin Grabowski | Plus de 78 kg femmes   | Xu Défaite 00-10          | Éliminée                   | Éliminée              | Éliminée             | Éliminée                 | Éliminée                   | Éliminée                            |
| Giovanna Scoccimarro Dominic Ressel Anna-Maria Wagner Karl-Richard Frey Theresa Stoll Sebastian Seidl Johannes Frey Jasmin Grabowski Martyna Trajdos Eduard Trippel Igor Wandtke | Par équipes            | Non disputé               | EOR Victoire 4-0           | Japon Défaite 2-4     | Non qualifiés        | Mongolie Victoire 4-2    | Pays-Bas Victoire 4-2      | Médaille de bronze, Jeux olympiques |

### Karaté
| Athlète        | Compétition           | Tour de qualification | Tour de qualification       | Tour de qualification | Tour de qualification | Tour de qualification | Demi-finale         | Finale              | Rang    |
| Athlète        | Compétition           | Match 1               | Match 2                     | Match 3               | Match 4               | Place                 | Demi-finale         | Finale              | Rang    |
| Athlète        | Compétition           | Adversaire Résultat   | Adversaire Résultat         | Adversaire Résultat   | Adversaire Résultat   | Place                 | Adversaire Résultat | Adversaire Résultat | Rang    |
| -------------- | --------------------- | --------------------- | --------------------------- | --------------------- | --------------------- | --------------------- | ------------------- | ------------------- | ------- |
| Noah Bitsch    | Moins de 75 kg hommes | Ağayev Défaite 1-2    | Azhikanov Nul 3-3           | Busà Nul 2-2          | Yahiro Victoire 5-3   | 3e                    | Éliminé             | Éliminé             | 5e      |
| Jonathan Horne | Plus de 75 kg hommes  | Yuldashev Nul 4-4     | Arkania Défaite 4-0 (Kiken) | Araga Annulé          | Aktaş Annulé          | Ab.                   | Éliminé             | Éliminé             | Éliminé |

| Athlète        | Compétition | Tour de qualification | Tour de qualification | Tour de qualification | Tour de qualification | Phase de classement | Phase de classement | Finale / MB         | Rang     |
| Athlète        | Compétition | 1er kata              | 2e kata               | Moyenne kata          | Place                 | 3e kata             | Place               | Adversaire Résultat | Rang     |
| -------------- | ----------- | --------------------- | --------------------- | --------------------- | --------------------- | ------------------- | ------------------- | ------------------- | -------- |
| Ilja Smorguner | Kata hommes | 25,02                 | 24,10                 | 24,56                 | 4e                    | Éliminé             | Éliminé             | Éliminé             | Éliminé  |
| Jasmin Jüttner | Kata femmes | 24,42                 | 24,16                 | 24,29                 | 4e                    | Éliminée            | Éliminée            | Éliminée            | Éliminée |

### Lutte
| Athlète             | Compétition   | Huitièmes de finale             | Quarts de finale            | Demi-finale           | Repêchage           | Finale 3e place Classement | Rang                           |
| Athlète             | Compétition   | Adversaire Résultat             | Adversaire Résultat         | Adversaire Résultat   | Adversaire Résultat | Adversaire Résultat        | Rang                           |
| ------------------- | ------------- | ------------------------------- | --------------------------- | --------------------- | ------------------- | -------------------------- | ------------------------------ |
| Gennadij Cudinovic  | 125 kg hommes | Batirmurzaev Victoire 2-10 (VT) | Lkhagvagerel Défaite 5-6    | Éliminé               | Éliminé             | Éliminé                    | Éliminé                        |
| Anna Schell         | 68 kg femmes  | Mostafa Victoire 7-0            | Cherkasova Défaite 0-6 (VT) | Éliminée              | Éliminée            | Éliminée                   | Éliminée                       |
| Aline Rotter-Focken | 76 kg femmes  | Marzaliuk Victoire 2-1          | Qian Victoire 8-3           | Minagawa Victoire 3-1 | -                   | Gray Victoire 7-3          | Médaille d'or, Jeux olympiques |

| Athlète           | Compétition | Huitième de finale       | Quart de finale          | Demi-finale         | Repêchage               | Finale 3e place Classement | Rang                                |
| Athlète           | Compétition | Adversaire Résultat      | Adversaire Résultat      | Adversaire Résultat | Adversaire Résultat     | Adversaire Résultat        | Rang                                |
| ----------------- | ----------- | ------------------------ | ------------------------ | ------------------- | ----------------------- | -------------------------- | ----------------------------------- |
| Etienne Kinsinger | 60 kg       | Sailike Défaite 1-1 (VP) | Éliminé                  | Éliminé             | Éliminé                 | Éliminé                    | Éliminé                             |
| Frank Stäbler     | 67 kg       | Nemeš Victoire 4-1       | Geraei Défaite 5-5 (VP)  | Non qualifié        | Horta Victoire 8-0      | Zoidze Victoire 5-4        | Médaille de bronze, Jeux olympiques |
| Denis Kudla       | 87 kg       | Tursynov Victoire 4-1    | Lőrincz Défaite 1-1 (VP) | Non qualifié        | Azisbekov Victoire 10-2 | Metwally Victoire 8-1 (VT) | Médaille de bronze, Jeux olympiques |
| Eduard Popp       | 130 kg      | Soghomonyan Victoire 2-0 | Kayaalp Défaite 2-6      | Éliminé             | Éliminé                 | Éliminé                    | Éliminé                             |

### Natation
| Athlète                                                         | Épreuve                       | Série            | Série       | Demi-finale   | Demi-finale | Finale            | Finale                              |
| Athlète                                                         | Épreuve                       | Temps            | Rang        | Temps         | Rang        | Temps             | Rang                                |
| --------------------------------------------------------------- | ----------------------------- | ---------------- | ----------- | ------------- | ----------- | ----------------- | ----------------------------------- |
| Ole Braunschweig                                                | 100 m dos masculin            | 54 s 14          | 25e         | Éliminé       | Éliminé     | Éliminé           | Éliminé                             |
| Marek Ulrich                                                    | 100 m dos masculin            | 53 s 74          | 14e         | 53 s 54       | 13e         | Éliminé           | Éliminé                             |
| Christian Diener                                                | 200 m dos masculin            | 1 min 58 s 27    | 19e         | Éliminé       | Éliminé     | Éliminé           | Éliminé                             |
| Jacob Heidtmann                                                 | 200 m nage libre masculin     | 1 min 46 s 73    | 19e         | Éliminé       | Éliminé     | Éliminé           | Éliminé                             |
| Jacob Heidtmann                                                 | 400 m 4 nages masculin        | 4 min 12 s 9     | 12e         | Non disputé   | Non disputé | Éliminé           | Éliminé                             |
| Jacob Heidtmann                                                 | 200 m 4 nages masculin        | 1 min 58 s 80    | 23e         | Éliminé       | Éliminé     | Éliminé           | Éliminé                             |
| Philip Heintz                                                   | 200 m 4 nages masculin        | 1 min 57 s 72    | 13e         | 1 min 58 s 13 | 13e         | Éliminé           | Éliminé                             |
| Marco Koch                                                      | 200 m brasse masculin         | 2 min 10 s 18    | 20e         | Éliminé       | Éliminé     | Éliminé           | Éliminé                             |
| Marius Kusch                                                    | 100 m papillon masculin       | 52 s 5           | 23e         | Éliminé       | Éliminé     | Éliminé           | Éliminé                             |
| Lukas Märtens                                                   | 200 m nage libre masculin     | 1 min 46 s 69    | 17e         | Éliminé       | Éliminé     | Éliminé           | Éliminé                             |
| Lukas Märtens                                                   | 400 m nage libre masculin     | 3 min 46 s 30    | 12e         | Non disputé   | Non disputé | Éliminé           | Éliminé                             |
| Lukas Märtens                                                   | 1 500 m nage libre masculin   | 14 min 59 s 45   | 11e         | Non disputé   | Non disputé | Éliminé           | Éliminé                             |
| Lucas Matzerath                                                 | 100 m brasse masculin         | 59 s 40          | 11e         | 59 s 31       | 9e          | Éliminé           | Éliminé                             |
| Fabian Schwingenschlögl                                         | 100 m brasse masculin         | 59 s 49          | 14e         | 59 s 32       | 10e         | Éliminé           | Éliminé                             |
| Henning Mühlleitner                                             | 400 m nage libre masculin     | 3 min 43 s 67    | 1er         | Non disputé   | Non disputé | 3 min 44 s 7      | 4e                                  |
| David Thomasberger                                              | 200 m papillon masculin       | 1 min 56 s 4     | 17e         | Éliminé       | Éliminé     | Éliminé           | Éliminé                             |
| Damian Wierling                                                 | 100 m nage libre masculin     | 48 s 83          | 26e         | Éliminé       | Éliminé     | Éliminé           | Éliminé                             |
| Florian Wellbrock                                               | 800 m nage libre masculin     | 7 min 41 s 77 NR | 2e          | Non disputé   | Non disputé | 7 min 42 s 68     | 4e                                  |
| Florian Wellbrock                                               | 1 500 m nage libre masculin   | 14 min 48 s 53   | 3e          | Non disputé   | Non disputé | 14 min 40 s 91    | Médaille de bronze, Jeux olympiques |
| Florian Wellbrock                                               | 10 km en eau libre masculin   | Non disputé      | Non disputé | Non disputé   | Non disputé | 1 h 48 min 33 s 7 | Médaille d'or, Jeux olympiques      |
| Rob Muffels                                                     | 10 km en eau libre masculin   | Non disputé      | Non disputé | Non disputé   | Non disputé | 1 h 53 min 3 s 3  | 11e                                 |
| Christoph Fildebrandt Eric Friese Marius Kusch Damian Wierling  | 4 × 100 m nage libre masculin | 3 min 15 s 34    | 16e         | Non disputé   | Non disputé | Éliminés          | Éliminés                            |
| Jacob Heidtmann Lukas Märtens Henning Mühlleitner Poul Zellmann | 4 × 200 m nage libre masculin | 7 min 6 s 76     | 7e          | Non disputé   | Non disputé | 7 min 6 s 51      | 7e                                  |
| Marius Kusch Lucas Matzerath Marek Ulrich Damian Wierling       | 4 × 100 m 4 nages masculin    | 3 min 34 s 8     | 11e         | Non disputé   | Non disputé | Éliminés          | Éliminés                            |
| Annika Bruhn                                                    | 200 m nage libre féminin      | 1 min 57 s 15    | 13e         | 1 min 57 s 62 | 14e         | Éliminée          | Éliminée                            |
| Isabel Gose                                                     | 200 m nage libre féminin      | 1 min 56 s 80    | 9e          | 1 min 57 s 7  | 11e         | Éliminée          | Éliminée                            |
| Isabel Gose                                                     | 400 m nage libre féminin      | 4 min 3 s 21 NR  | 6e          | Non disputé   | Non disputé | 4 min 4 s 98      | 6e                                  |
| Isabel Gose                                                     | 800 m nage libre féminin      | 8 min 21 s 79    | 9e          | Non disputé   | Non disputé | Éliminée          | Éliminée                            |
| Sarah Köhler                                                    | 800 m nage libre féminin      | 8 min 17 s 33    | 4e          | Non disputé   | Non disputé | 8 min 24 s 56     | 7e                                  |
| Sarah Köhler                                                    | 1 500 m nage libre féminin    | 15 min 52 s 67   | 6e          | Non disputé   | Non disputé | 15 min 42 s 91    | Médaille de bronze, Jeux olympiques |
| Celine Rieder                                                   | 1 500 m nage libre féminin    | 16 min 32 s 57   | 27e         | Non disputé   | Non disputé | Éliminée          | Éliminée                            |
| Anna Elendt                                                     | 100 m brasse féminin          | 1 min 6 s 96     | 16e         | 1 min 7 s 31  | 13e         | Éliminée          | Éliminée                            |
| Franziska Hentke                                                | 100 m papillon féminin        | 2 min 9 s 98     | 11e         | 2 min 10 s 89 | 13e         | Éliminée          | Éliminée                            |
| Leonie Kullmann                                                 | 400 m nage libre féminin      | 4 min 10 s 25    | 18e         | Non disputé   | Non disputé | Éliminée          | Éliminée                            |
| Laura Riedemann                                                 | 100 m brasse féminin          | 1 min 0 s 81     | 24e         | Éliminée      | Éliminée    | Éliminée          | Éliminée                            |
| Annika Bruhn Lisa Höpink Hannah Küchler Marie Pietruschka       | 4 × 100 m nage libre féminin  | 3 min 39 s 33    | 13e         | Non disputé   | Non disputé | Éliminées         | Éliminées                           |
| Annika Bruhn Isabel Gose Leonie Kullmann Marie Pietruschka      | 4 × 200 m nage libre féminin  | 7 min 52 s 6     | 6e          | Non disputé   | Non disputé | 7 min 53 s 89     | 6e                                  |
| Annika Bruhn Anna Elendt Lisa Höpink Laura Riedemann            | 4 × 100 m 4 nages féminin     | 4 min 0 s 16     | 11e         | Non disputé   | Non disputé | Éliminées         | Éliminées                           |
| Leonie Beck                                                     | 10 km en eau libre féminin    | Non disputé      | Non disputé | Non disputé   | Non disputé | 1 h 59 min 35 s 1 | 5e                                  |
| Finnia Wunram                                                   | 10 km en eau libre féminin    | Non disputé      | Non disputé | Non disputé   | Non disputé | 2 h 1 min 1 s 9   | 10e                                 |
| Annika Bruhn Lisa Höpink Fabian Schwingenschlögl Marek Ulrich   | 4 × 100 m 4 nages mixte       | 3 min 44 s 19    | 10e         | Non disputé   | Non disputé | Éliminés          | Éliminés                            |

### Pentathlon moderne
| Athlète          | Compétition           | Escrime (épée, une touche) | Escrime (épée, une touche) | Natation (200 m nage libre) | Natation (200 m nage libre) | Natation (200 m nage libre) | Équitation (saut d'obstacles) | Équitation (saut d'obstacles) | Équitation (saut d'obstacles) | Combiné course/tir (3 200 m / pistolet à 10 m) | Combiné course/tir (3 200 m / pistolet à 10 m) | Combiné course/tir (3 200 m / pistolet à 10 m) | Total | Rang |
| Athlète          | Compétition           | Rang                       | Points                     | Temps                       | Rang                        | Points                      | Pénalités                     | Rang                          | Points                        | Temps                                          | Rang                                           | Points                                         | Total | Rang |
| ---------------- | --------------------- | -------------------------- | -------------------------- | --------------------------- | --------------------------- | --------------------------- | ----------------------------- | ----------------------------- | ----------------------------- | ---------------------------------------------- | ---------------------------------------------- | ---------------------------------------------- | ----- | ---- |
| Patrick Dogue    | Compétition masculine | 31e                        | 167                        | 2 min 4 s 27                | 24e                         | 302                         | 0                             | 2e                            | 300                           | 11 min 0 s 99                                  | 6e                                             | 640                                            | 1 409 | 20e  |
| Fabian Liebig    | Compétition masculine | 25e                        | 196                        | 2 min 3 s 2                 | 19e                         | 304                         | 21                            | 23e                           | 279                           | 11 min 8 s 69                                  | 12e                                            | 632                                            | 1 411 | 19e  |
| Rebecca Langrehr | Compétition féminine  | 9e                         | 221                        | 2 min 17 s 38               | 28e                         | 276                         | 80                            | 30e                           | 220                           | 12 min 49 s 26                                 | 20e                                            | 531                                            | 1 248 | 28e  |
| Annika Schleu    | Compétition féminine  | 1re                        | 274                        | 2 min 16 s 99               | 24e                         | 277                         | Éliminée                      | Éliminée                      | 0                             | 12 min 43 s 20                                 | 18e                                            | 537                                            | 1 088 | 31e  |

### Plongeon
| Athlète                       | Compétition                             | Éliminatoires | Éliminatoires | Demi-finale | Demi-finale | Finale   | Finale                              |
| Athlète                       | Compétition                             | Points        | Rang          | Points      | Rang        | Points   | Rang                                |
| ----------------------------- | --------------------------------------- | ------------- | ------------- | ----------- | ----------- | -------- | ----------------------------------- |
| Patrick Hausding              | Tremplin à 3 mètres hommes              | 364,05        | 21e           | Éliminé     | Éliminé     | Éliminé  | Éliminé                             |
| Martin Wolfram                | Tremplin à 3 mètres hommes              | 444,50        | 8e            | 423,00      | 9e          | 426,75   | 7e                                  |
| Timo Barthel                  | Haut-vol à 10 mètres hommes             | 395,70        | 13e           | 364,50      | 17e         | Éliminé  | Éliminé                             |
| Jaden Eikermann               | Haut-vol à 10 mètres hommes             | 330,75        | 21e           | Éliminé     | Éliminé     | Éliminé  | Éliminé                             |
| Patrick Hausding Lars Rüdiger | Tremplin à 3 mètres synchronisé hommes  | Non disputé   | Non disputé   | Non disputé | Non disputé | 404,73   | Médaille de bronze, Jeux olympiques |
| Tina Punzel                   | Tremplin à 3 mètres femmes              | 287,00        | 14e           | 311,05      | 7e          | 302,95   | 7e                                  |
| Christina Wassen              | Haut-vol à 10 mètres femmes             | 297,15        | 13e           | 237,30      | 18e         | Éliminée | Éliminée                            |
| Elena Wassen                  | Haut-vol à 10 mètres femmes             | 323,80        | 6e            | 303,70      | 11e         | 291,90   | 8e                                  |
| Lena Hentschel Tina Punzel    | Tremplin à 3 mètres synchronisé femmes  | Non disputé   | Non disputé   | Non disputé | Non disputé | 284,97   | Médaille de bronze, Jeux olympiques |
| Tina Punzel Christina Wassen  | Haut-vol à 10 mètres synchronisé femmes | Non disputé   | Non disputé   | Non disputé | Non disputé | 292,86   | 5e                                  |

### Skateboard
| Athlète           | Compétition | Rounds | Rounds | Finale   | Finale   |
| Athlète           | Compétition | Points | Rang   | Points   | Rang     |
| ----------------- | ----------- | ------ | ------ | -------- | -------- |
| Tyler Edtmayer    | Hommes      | 61,78  | 15e    | Éliminé  | Éliminé  |
| Lilly Stoephasius | Femmes      | 38,37  | 9e     | Éliminée | Éliminée |

### Surf
| Athlète      | Compétition | Round 1  | Round 1 | Round 2  | Round 2 | Round 3  | Quart de finale | Demi-finale | Finale / 3e place | Finale / 3e place |
| Athlète      | Compétition | Résultat | Rang    | Résultat | Rang    | Résultat | Résultat        | Résultat    | Résultat          | Classement        |
| ------------ | ----------- | -------- | ------- | -------- | ------- | -------- | --------------- | ----------- | ----------------- | ----------------- |
| Leon Glatzer | Hommes      | 10,00    | 3e      | 10,43    | 4e      | Éliminé  | Éliminé         | Éliminé     | Éliminé           | Éliminé           |

### Taekwondo
| Athlète            | Compétition          | Huitièmes de finale   | Quarts de finale    | Demi-finale         | Repêchage           | Finale / MB         | Rang    |
| Athlète            | Compétition          | Adversaire Résultat   | Adversaire Résultat | Adversaire Résultat | Adversaire Résultat | Adversaire Résultat | Rang    |
| ------------------ | -------------------- | --------------------- | ------------------- | ------------------- | ------------------- | ------------------- | ------- |
| Alexander Bachmann | Plus de 80 kg hommes | Zhaparov Défaite 7-11 | Éliminé             | Éliminé             | Éliminé             | Éliminé             | Éliminé |

### Tennis
| Athlète                             | Épreuve          | 1/32e de finale                 | 1/16e de finale                        | 1/8e de finale                             | Quarts de finale                       | Demi-finale                     | Finale / MB                 | Rang                           |
| Athlète                             | Épreuve          | Adversaire Résultat             | Adversaire Résultat                    | Adversaire Résultat                        | Adversaire Résultat                    | Adversaire Résultat             | Adversaire Résultat         | Rang                           |
| ----------------------------------- | ---------------- | ------------------------------- | -------------------------------------- | ------------------------------------------ | -------------------------------------- | ------------------------------- | --------------------------- | ------------------------------ |
| Dominik Köpfer                      | Simple messieurs | Bagnis Victoire 3-6, 6-3, 7-5   | Purcell Victoire 6-3, 6-0              | Carreño Busta Défaite 6-77, 3-6            | Éliminé                                | Éliminé                         | Éliminé                     | Éliminé                        |
| Philipp Kohlschreiber               | Simple messieurs | Tsitsipás Défaite 3-6, 6-3, 3-6 | Éliminé                                | Éliminé                                    | Éliminé                                | Éliminé                         | Éliminé                     | Éliminé                        |
| Jan-Lennard Struff                  | Simple messieurs | Monteiro Victoire 6-3, 6-4      | Djokovic Défaite 4-6, 3-6              | Éliminé                                    | Éliminé                                | Éliminé                         | Éliminé                     | Éliminé                        |
| Alexander Zverev                    | Simple messieurs | Lu Victoire 6-1, 6-3            | Galán Victoire 6-2, 6-2                | Basilashvili Victoire 6-3, 7-65            | Chardy Victoire 6-4, 6-1               | Djokovic Victoire 1-6, 6-3, 6-1 | Khachanov Victoire 6-3, 6-1 | Médaille d'or, Jeux olympiques |
| Kevin Krawietz Tim Pütz             | Double messieurs | Non disputé                     | Bagnis / Schwartzman Victoire 6-2, 6-1 | Murray / Salisbury Défaite 2-6, 6-72       | Éliminés                               | Éliminés                        | Éliminés                    | Éliminés                       |
| Jan-Lennard Struff Alexander Zverev | Double messieurs | Non disputé                     | Hurkacz / Kubot Victoire 6-2, 7-65     | Chardy / Monfils Victoire 6-3, 7-5         | Krajicek / Sandgren Défaite 3-6, 6-74  | Éliminé                         | Éliminé                     | Éliminé                        |
| Mona Barthel                        | Simple dames     | Świątek Défaite 2-6, 2-6        | Éliminée                               | Éliminée                                   | Éliminée                               | Éliminée                        | Éliminée                    | Éliminée                       |
| Anna-Lena Friedsam                  | Simple dames     | Watson Victoire 7-65, 6-3       | Pavlyuchenkova Défaite 1-6, 1-6        | Éliminée                                   | Éliminée                               | Éliminée                        | Éliminée                    | Éliminée                       |
| Laura Siegemund                     | Simple dames     | Svitolina Défaite 3-6, 7-5, 4-6 | Éliminée                               | Éliminée                                   | Éliminée                               | Éliminée                        | Éliminée                    | Éliminée                       |
| Anna-Lena Friedsam Laura Siegemund  | Double dames     | Non disputé                     | Kudermetova / Vesnina Défaite 2-6, 5-7 | Éliminées                                  | Éliminées                              | Éliminées                       | Éliminées                   | Éliminées                      |
| Laura Siegemund Kevin Krawietz      | Double mixte     | Non disputé                     | Non disputé                            | Mattek-Sands / Ram Victoire 6-4, 5-7, 10-8 | Stojanović / Djokovic Défaite 1-6, 2-6 | Éliminés                        | Éliminés                    | Éliminés                       |

### Tennis de table
| Athlète(s)                                     | Compétition        | Tour préliminaire | 1er tour         | 2e tour          | 3e tour                   | 4e tour                       | Quarts de finale            | Demi-finale        | Finale / MB           | Rang                                |
| Athlète(s)                                     | Compétition        | Adversaire Score  | Adversaire Score | Adversaire Score | Adversaire Score          | Adversaire Score              | Adversaire Score            | Adversaire Score   | Adversaire Score      | Rang                                |
| ---------------------------------------------- | ------------------ | ----------------- | ---------------- | ---------------- | ------------------------- | ----------------------------- | --------------------------- | ------------------ | --------------------- | ----------------------------------- |
| Timo Boll                                      | Simple messieurs   | Exempté           | Exempté          | Exempté          | Gerassimenko Victoire 4-1 | Jeoung Défaite 1-4            | Éliminé                     | Éliminé            | Éliminé               | Éliminé                             |
| Dimitrij Ovtcharov                             | Simple messieurs   | Exempté           | Exempté          | Exempté          | Skachkov Victoire 4-0     | Niwa Victoire 4-1             | Calderano Victoire 4-2      | Ma Défaite 3-4     | Lin Victoire 4-3      | Médaille de bronze, Jeux olympiques |
| Timo Boll Patrick Franziska Dimitrij Ovtcharov | Par équipes hommes | Non disputé       | Non disputé      | Non disputé      | Non disputé               | Portugal Victoire 3-0         | Taipei chinois Victoire 3-2 | Japon Victoire 3-2 | Chine Défaite 0-3     | Médaille d'argent, Jeux olympiques  |
| Han Ying                                       | Simple dames       | Exemptée          | Exemptée         | Exemptée         | Lay Victoire 4-0          | Feng Victoire 4-1             | Sun Défaite 0-4             | Éliminée           | Éliminée              | Éliminée                            |
| Petrissa Solja                                 | Simple dames       | Exemptée          | Exemptée         | Exemptée         | Zhang Défaite 3-4         | Éliminée                      | Éliminée                    | Éliminée           | Éliminée              | Éliminée                            |
| Han Ying Petrissa Solja Shan Xiaona            | Par équipes femmes | Non disputé       | Non disputé      | Non disputé      | Non disputé               | Australie Victoire 3-0        | Corée du Sud Victoire 3-2   | Chine Défaite 0-3  | Hong Kong Défaite 1-3 | 4e                                  |
| Patrick Franziska Petrissa Solja               | Double mixte       | Non disputé       | Non disputé      | Non disputé      | Non disputé               | Campos / Fonseca Victoire 4-0 | Mizutani / Ito Défaite 3-4  | Éliminés           | Éliminés              | Éliminés                            |

### Tir
| Athlète         | Compétition                   | Qualification | Qualification | Finale  | Finale  |
| Athlète         | Compétition                   | Points        | Rang          | Points  | Rang    |
| --------------- | ----------------------------- | ------------- | ------------- | ------- | ------- |
| Christian Reitz | Pistolet à air comprimé 10 m, | 584           | 3e            | 176,6   | 5e      |
| Christian Reitz | Pistolet à 25 m tir rapide,   | 587           | 1er           | 18      | 5e      |
| Oliver Geis     | Pistolet à 25 m tir rapide,   | 577           | 13e           | Éliminé | Éliminé |
| Andreas Löw     | Trap,                         | 121           | 15e           | Éliminé | Éliminé |

| Athlète              | Compétition                  | Qualification | Qualification | Finale   | Finale   |
| Athlète              | Compétition                  | Points        | Rang          | Points   | Rang     |
| -------------------- | ---------------------------- | ------------- | ------------- | -------- | -------- |
| Carina Wimmer        | Pistolet à air comprimé 10 m | 571           | 20e           | Éliminée | Éliminée |
| Monika Karsch        | Pistolet à air comprimé 10 m | 568           | 29e           | Éliminée | Éliminée |
| Monika Karsch        | Pistolet à 25 m,             | 580           | 20e           | Éliminée | Éliminée |
| Doreen Vennekamp     | Pistolet à 25 m,             | 586           | 4e            | 14       | 7e       |
| Jolyn Beer           | Carabine à air comprimé 10 m | 625,8         | 17e           | Éliminée | Éliminée |
| Jolyn Beer           | Carabine à 50 m 3 positions, | 1 178         | 3e            | 417,8    | 6e       |
| Nadine Messerschmidt | Skeet,                       | 120           | 5e            | 14       | 7e       |

| Athlète                       | Compétition                   | Qualification 1 | Qualification 1 | Qualification 2 | Qualification 2 | Finale / 3e place  | Finale / 3e place |
| Athlète                       | Compétition                   | Points          | Rang            | Points          | Rang            | Adversaie Résultat | Rang              |
| ----------------------------- | ----------------------------- | --------------- | --------------- | --------------- | --------------- | ------------------ | ----------------- |
| Carina Wimmer Christian Reitz | Pistolet à air comprimé 10 m, | 571             | 12e             | Éliminés        | Éliminés        | Éliminés           | Éliminés          |

### Tir à l'arc
| Athlète                                      | Compétition         | Tour préliminaire | Tour préliminaire | 1er tour                  | 2e tour             | 3e tour                     | Quarts de finale     | Demi-finale      | Finale / 3e place        | Rang                                |
| Athlète                                      | Compétition         | Score             | Rang              | Adversaire Score          | Adversaire Score    | Adversaire Score            | Adversaire Score     | Adversaire Score | Adversaire Score         | Rang                                |
| -------------------------------------------- | ------------------- | ----------------- | ----------------- | ------------------------- | ------------------- | --------------------------- | -------------------- | ---------------- | ------------------------ | ----------------------------------- |
| Florian Unruh                                | Individuel hommes,  | 654               | 33e               | Dwi Pangestu Victoire 6-2 | Kim Victoire 7-3    | Duenas Victoire 6-2         | Nespoli Défaite 4-6  | Éliminé          | Éliminé                  | Éliminé                             |
| Michelle Kroppen                             | Individuel femmes,  | 655               | 11e               | Sichenikova Victoire 6-0  | Osipova Défaite 4-6 | Éliminée                    | Éliminée             | Éliminée         | Éliminée                 | Éliminée                            |
| Charline Schwarz                             | Individuel femmes,  | 607               | 60e               | Brown Défaite 2-6         | Éliminée            | Éliminée                    | Éliminée             | Éliminée         | Éliminée                 | Éliminée                            |
| Lisa Unruh                                   | Individuel femmes,  | 647               | 26e               | Marusava Défaite 4-6      | Éliminée            | Éliminée                    | Éliminée             | Éliminée         | Éliminée                 | Éliminée                            |
| Michelle Kroppen Charline Schwarz Lisa Unruh | Par équipes femmes, | 1 909             | 10e               | Non disputé               | Non disputé         | Taipei chinois Victoire 6-2 | Mexique Victoire 6-2 | ROC Défaite 1-5  | Biélorussie Victoire 5-1 | Médaille de bronze, Jeux olympiques |
| Florian Unruh Michelle Kroppen               | Par équipe mixte,   | 1 309             | 13e               | Non disputé               | Non disputé         | Mexique Défaite 2-6         | Éliminés             | Éliminés         | Éliminés                 | Éliminés                            |

### Triathlon
| Athlète          | Compétition | Natation (1,5 km) | Transition 1 | Vélo (40 km)   | Transition 2 | Course (10 km) | Temps           | Résultat |
| ---------------- | ----------- | ----------------- | ------------ | -------------- | ------------ | -------------- | --------------- | -------- |
| Justus Nieschlag | Hommes      | 18 min 9 s        | 42 s         | 56 min 14 s    | 33 s         | 34 min 32 s    | 1 h 50 min 10 s | 40e      |
| Jonas Schomburg  | Hommes      | 17 min 42 s       | 38 s         | 58 min 38 s    | 34 s         | 32 min 2 s     | 1 h 49 min 34 s | 38e      |
| Anabel Knoll     | Femmes      | 20 min 5 s        | 42 s         | 1 h 6 min 14 s | 33 s         | 37 min 11 s    | 2 h 4 min 45 s  | 31e      |
| Laura Lindemann  | Femmes      | 18 min 36 s       | 41 s         | 1 h 2 min 46 s | 33 s         | 35 min 48 s    | 1 h 58 min 24 s | 8e       |

| Athlète          | Natation (250 m) | Transition 1 | Vélo (7 km) | Transition 2 | Course (1,5 km) | Temps           | Résultat |
| ---------------- | ---------------- | ------------ | ----------- | ------------ | --------------- | --------------- | -------- |
| Laura Lindemann  | 3 min 48 s       | 38 s         | 10 min 9 s  | 29 s         | 6 min 11 s      | 21 min 15 s     | -        |
| Jonas Schomburg  | 4 min 1 s        | 36 s         | 9 min 36 s  | 28 s         | 5 min 46 s      | 20 min 27 s     | -        |
| Anabel Knoll     | 4 min 28 s       | 38 s         | 10 min 28 s | 28 s         | 6 min 22 s      | 22 min 24 s     | -        |
| Justus Nieschlag | 4 min 9 s        | 39 s         | 9 min 40 s  | 26 s         | 5 min 40 s      | 20 min 34 s     | -        |
| Total            | -                | -            | -           | -            | -               | 1 h 24 min 40 s | 6e       |

### Voile
| Athlète                        | Compétition         | Régate | Régate | Régate | Régate | Régate | Régate | Régate | Régate | Régate | Régate | Régate      | Régate      | Régate | Total net | Rang final                          |
| Athlète                        | Compétition         | 1      | 2      | 3      | 4      | 5      | 6      | 7      | 8      | 9      | 10     | 11          | 12          | CM     | Total net | Rang final                          |
| ------------------------------ | ------------------- | ------ | ------ | ------ | ------ | ------ | ------ | ------ | ------ | ------ | ------ | ----------- | ----------- | ------ | --------- | ----------------------------------- |
| Erik Heil Thomas Plössel       | 49er hommes         | 3      | 13     | 5      | 14     | 3      | 4      | 1      | 7      | 12     | 2      | 14          | 5           | 2      | 70        | Médaille de bronze, Jeux olympiques |
| Philipp Buhl                   | Laser hommes        | 10     | 2      | 10     | 21     | 12     | 22     | 4      | 3      | 32     | 1      | Non disputé | Non disputé | 3      | 91        | 5e                                  |
| Luise Wanser Anastasiya Winkel | 470 femmes          | 22     | 22     | 5      | 4      | 16     | 8      | 7      | 1      | 5      | 6      | Non disputé | Non disputé | 2      | 77        | 6e                                  |
| Susann Beucke Tina Lutz        | 49er FX femmes      | 5      | 6      | 8      | 3      | 14     | 12     | 11     | 13     | 3      | 7      | 3           | 3           | 5      | 83        | Médaille d'argent, Jeux olympiques  |
| Svenja Weger                   | Laser Radial femmes | 5      | 1      | 21     | 29     | 14     | 29     | 8      | 12     | 12     | 29     | Non disputé | Non disputé | EL     | 131       | 16e                                 |
| Paul Kohlhoff Alica Stuhlemmer | Nacra 17 mixte      | 5      | 1      | 7      | 3      | 3      | 11     | 3      | 2      | 8      | 3      | 6           | 6           | 8      | 63        | Médaille de bronze, Jeux olympiques |